# Italië op de Olympische Zomerspelen 2020
Italië nam deel aan de Olympische Zomerspelen 2020 in Tokio, Japan.

## Medailleoverzicht
| Medaille | Naam                                                                                   | Sport                | Onderdeel                   | Datum      |
| -------- | -------------------------------------------------------------------------------------- | -------------------- | --------------------------- | ---------- |
| Goud     | Vito Dell'Aquila                                                                       | Taekwondo            | -58kg (m)                   | 24 juli    |
| Goud     | Valentina Rodini Federica Cesarini                                                     | Roeien               | lichte dubbeltwee (v)       | 29 juli    |
| Goud     | Gianmarco Tamberi                                                                      | Atletiek             | hoogspringen (m)            | 1 augustus |
| Goud     | Marcell Jacobs                                                                         | Atletiek             | 100m (m)                    | 1 augustus |
| Goud     | Ruggero Tita Caterina Banti                                                            | Zeilen               | nacra 17 (x)                | 3 augustus |
| Goud     | Simone Consonni Filippo Ganna Francesco Lamon Jonathan Milan                           | Baanwielrennen       | ploegenachtervolging (m)    | 4 augustus |
| Goud     | Massimo Stano                                                                          | Atletiek             | 100m (m)                    | 5 augustus |
| Goud     | Antonella Palmisano                                                                    | Atletiek             | 100m (v)                    | 6 augustus |
| Goud     | Luigi Busà                                                                             | Karate               | -75kg (m)                   | 6 augustus |
| Goud     | Marcell Jacobs Filippo Tortu Eseosa Desalu Lorenzo Patta                               | Atletiek             | 4x100m (m)                  | 6 augustus |
|          |                                                                                        |                      |                             |            |
| Zilver   | Luigi Samele                                                                           | Schermen             | sabel (m)                   | 24 juli    |
| Zilver   | Thomas Ceccon Santo Condorelli* Manuel Frigo Alessandro Miressi Lorenzo Zazzeri        | Zwemmen              | 4x100m vrije slag (m)       | 26 juli    |
| Zilver   | Diana Bacosi                                                                           | Schietsport          | skeet (v)                   | 26 juli    |
| Zilver   | Daniele Garozzo                                                                        | Schermen             | floret (v)                  | 26 juli    |
| Zilver   | Giorgia Bordignon                                                                      | Gewichtheffen        | -64kg (v)                   | 27 juli    |
| Zilver   | Luca Curatoli Luigi Samele Enrico Berrè Aldo Montano                                   | Schermen             | sabel team (m)              | 28 juli    |
| Zilver   | Gregorio Paltrinieri                                                                   | Zwemmen              | 800m vrije slag (m)         | 29 juli    |
| Zilver   | Mauro Nespoli                                                                          | Boogschieten         | individueel (m)             | 31 juli    |
| Zilver   | Vanessa Ferrari                                                                        | Gymnastiek           | vloer (v)                   | 2 augustus |
| Zilver   | Manfredi Rizza                                                                         | Kanovaren            | K-1 200m (m)                | 5 augustus |
|          |                                                                                        |                      |                             |            |
| Brons    | Elisa Longo Borghini                                                                   | Wegwielrennen        | wegwedstrijd (v)            | 25 juli    |
| Brons    | Odette Giuffrida                                                                       | Judo                 | -52kg (v)                   | 25 juli    |
| Brons    | Mirko Zanni                                                                            | Gewichtheffen        | -67kg (m)                   | 25 juli    |
| Brons    | Nicolò Martinenghi                                                                     | Zwemmen              | 100m schoolslag (m)         | 26 juli    |
| Brons    | Maria Centracchio                                                                      | Judo                 | -63kg (v)                   | 27 juli    |
| Brons    | Rossella Fiamingo Federica Isola Mara Navarria Alberta Santuccio                       | Schermen             | degen team (v)              | 27 juli    |
| Brons    | Matteo Castaldo Marco Di Costanzo Bruno Rosetti Matteo Lodo Giuseppe Vicino            | Roeien               | vier zonder stuur (m)       | 28 juli    |
| Brons    | Federico Burdisso                                                                      | Zwemmen              | 200m vlinderslag (m)        | 28 juli    |
| Brons    | Pietro Ruta Stefano Oppo                                                               | Roeien               | lichte dubbeltwee (m)       | 29 juli    |
| Brons    | Martina Batini Erica Cipressa Arianna Errigo Alice Volpi                               | Schermen             | floret team (v)             | 29 juli    |
| Brons    | Lucilla Boari                                                                          | Boogschieten         | individueel (v)             | 30 juli    |
| Brons    | Simona Quadarella                                                                      | Zwemmen              | 800m vrije slag (v)         | 31 juli    |
| Brons    | Irma Testa                                                                             | Boksen               | vedergewicht (v)            | 31 juli    |
| Brons    | Antonino Pizzolato                                                                     | Gewichtheffen        | -81kg (m)                   | 31 juli    |
| Brons    | Federico Burdisso Thomas Ceccon Nicolò Martinenghi Alessandro Miressi                  | Zwemmen              | 4x100m wisselslag (m)       | 1 augustus |
| Brons    | Gregorio Paltrinieri                                                                   | Zwemmen              | 10 kilometer open water (m) | 5 augustus |
| Brons    | Elia Viviani                                                                           | Baanwielrennen       | omnium (m)                  | 5 augustus |
| Brons    | Viviana Bottaro                                                                        | Karate               | kata (v)                    | 5 augustus |
| Brons    | Abraham Conyedo                                                                        | Worstelen            | -97kg vrije stijl (m)       | 7 augustus |
| Brons    | Alessia Maurelli Martina Centofanti Martina Santandrea Agnese Duranti Daniela Mogurean | Ritmische gymnastiek | all-round team (v)          | 8 augustus |

## Atleten
| sport            | mannen | vrouwen | totaal |
| ---------------- | ------ | ------- | ------ |
| Atletiek         | 41     | 34      | 75     |
| Basketbal        | 12     | 4       | 16     |
| Boksen           | 0      | 4       | 4      |
| Boogschieten     | 1      | 3       | 4      |
| Gewichtheffen    | 3      | 2       | 5      |
| Golf             | 2      | 2       | 4      |
| Gymnastiek       | 2      | 12      | 14     |
| Judo             | 4      | 4       | 8      |
| Kanovaren        | 4      | 3       | 7      |
| Karate           | 3      | 2       | 5      |
| Klimsport        | 2      | 1       | 3      |
| Moderne vijfkamp | 0      | 2       | 2      |
| Paardensport     | 2      | 3       | 5      |
| Roeien           | 13     | 10      | 23     |
| Schermen         | 9      | 9       | 18     |
| Schietsport      | 9      | 5       | 14     |
| Schoonspringen   | 2      | 4       | 6      |
| Skateboarden     | 2      | 1       | 3      |
| Softbal          | 0      | 15      | 15     |
| Surfen           | 1      | 0       | 1      |
| Synchroonzwemmen | 0      | 8       | 8      |
| Taekwondo        | 2      | 0       | 2      |
| Tafeltennis      | 0      | 1       | 1      |
| Tennis           | 4      | 3       | 7      |
| Triatlon         | 2      | 3       | 5      |
| Volleybal        | 16     | 14      | 30     |
| Waterpolo        | 13     | 0       | 13     |
| Worstelen        | 2      | 0       | 2      |
| Wielersport      | 15     | 10      | 25     |
| Zeilen           | 4      | 5       | 9      |
| Zwemmen          | 22     | 16      | 38     |
| totaal           | 193    | 180     | 373    |

## Sporten

### Atletiek
Mannen
Loopnummers
| atleet                                                     | onderdeel           | series     | series | kwartfinale | kwartfinale | halve finale   | halve finale   | finale         | finale         |
| atleet                                                     | onderdeel           | tijd       | rang   | tijd        | rang        | tijd           | rang           | tijd           | rang           |
| ---------------------------------------------------------- | ------------------- | ---------- | ------ | ----------- | ----------- | -------------- | -------------- | -------------- | -------------- |
| Marcell Jacobs                                             | 100 m               | bye        | bye    | 9,94        | 1 Q         | 9,84           | 3 q            | 9,80 NR        | Goud           |
| Filippo Tortu                                              | 100 m               | bye        | bye    | 10,10       | 4 q         | 10,16          | 7              | niet geplaatst | niet geplaatst |
| Eseosa Desalu                                              | 200 m               | 20,29      | 3 Q    | n.v.t.      | n.v.t.      | 20,43          | 6              | niet geplaatst | niet geplaatst |
| Antonio Infantino                                          | 200 m               | 20,90      | 5      | n.v.t.      | n.v.t.      | niet geplaatst | niet geplaatst | niet geplaatst | niet geplaatst |
| Davide Re                                                  | 400 m               | 45,46      | 5 q    | n.v.t.      | n.v.t.      | 44,94          | 5              | niet geplaatst | niet geplaatst |
| Edoardo Scotti                                             | 400 m               | 45,71      | 4      | n.v.t.      | n.v.t.      | niet geplaatst | niet geplaatst | niet geplaatst | niet geplaatst |
| Yemaneberhan Crippa                                        | 5000 m              | 13.47,12   | 15     | n.v.t.      | n.v.t.      | n.v.t.         | n.v.t.         | niet geplaatst | niet geplaatst |
| Yemaneberhan Crippa                                        | 10000 m             | n.v.t.     | n.v.t. | n.v.t.      | n.v.t.      | n.v.t.         | n.v.t.         | 27.54,05       | 9              |
| Paolo Dal Molin                                            | 110 m horden        | 13,44      | 4 Q    | n.v.t.      | n.v.t.      | 13,40          | 4              | niet geplaatst | niet geplaatst |
| Hassane Fofana                                             | 110 m horden        | 13,70      | 8      | n.v.t.      | n.v.t.      | niet geplaatst | niet geplaatst | niet geplaatst | niet geplaatst |
| Alessandro Sibilio                                         | 400 m horden        | 49,11      | 3 Q    | n.v.t.      | n.v.t.      | 47,93          | 3 q            | 48,77          | 8              |
| Ahmed Abdelwahed                                           | 3000 m steeplechase | 8.12,71    | 3 Q    | n.v.t.      | n.v.t.      | n.v.t.         | n.v.t.         | 8.24,34        | 14             |
| Ala Zoghlami                                               | 3000 m steeplechase | 8.14,06    | 4 q    | n.v.t.      | n.v.t.      | n.v.t.         | n.v.t.         | 8.18,50        | 9              |
| Osama Zoghlami                                             | 3000 m steeplechase | 8.19,51    | 4      | n.v.t.      | n.v.t.      | n.v.t.         | n.v.t.         | niet geplaatst | niet geplaatst |
| Francesco Fortunato                                        | 20 km snelwandelen  | n.v.t.     | n.v.t. | n.v.t.      | n.v.t.      | n.v.t.         | n.v.t.         | 1:23.43        | 15             |
| Massimo Stano                                              | 20 km snelwandelen  | n.v.t.     | n.v.t. | n.v.t.      | n.v.t.      | n.v.t.         | n.v.t.         | 1:21.05        | Goud           |
| Federico Tontodonati                                       | 20 km snelwandelen  | n.v.t.     | n.v.t. | n.v.t.      | n.v.t.      | n.v.t.         | n.v.t.         | 1:31,19        | 44             |
| Andrea Agrusti                                             | 50 km snelwandelen  | n.v.t.     | n.v.t. | n.v.t.      | n.v.t.      | n.v.t.         | n.v.t.         | 4:01.10        | 23             |
| Teodorico Caporaso                                         | 50 km snelwandelen  | n.v.t.     | n.v.t. | n.v.t.      | n.v.t.      | n.v.t.         | n.v.t.         | DNF            | DNF            |
| Marco De Luca                                              | 50 km snelwandelen  | n.v.t.     | n.v.t. | n.v.t.      | n.v.t.      | n.v.t.         | n.v.t.         | DNF            | DNF            |
| Yassine El Fathaoui                                        | marathon            | n.v.t.     | n.v.t. | n.v.t.      | n.v.t.      | n.v.t.         | n.v.t.         | 2:19.44        | 46             |
| Eyob Faniel                                                | marathon            | n.v.t.     | n.v.t. | n.v.t.      | n.v.t.      | n.v.t.         | n.v.t.         | 2:15.11        | 20             |
| Yassine Rachik                                             | marathon            | n.v.t.     | n.v.t. | n.v.t.      | n.v.t.      | n.v.t.         | n.v.t.         | DNF            | DNF            |
| Eseosa Desalu Marcell Jacobs Lorenzo Patta Filippo Tortu   | 4x100 m             | 37,95 NR   | 3 Q    | n.v.t.      | n.v.t.      | n.v.t.         | n.v.t.         | 37,50 NR       | Goud           |
| Vladimir Aceti Davide Re Edoardo Scotti Alessandro Sibilio | 4x400 m             | 2.58,91 NR | 4 q    | n.v.t.      | n.v.t.      | n.v.t.         | n.v.t.         | 2.58,81 NR     | 7              |

Technische nummers
| atleet            | onderdeel            | kwalificaties       | kwalificaties       | finale         | finale         |
| atleet            | onderdeel            | afstand             | rang                | afstand        | rang           |
| ----------------- | -------------------- | ------------------- | ------------------- | -------------- | -------------- |
| Filippo Randazzo  | verspringen          | 8,10                | 6 q                 | 7,99           | 8              |
| Tobia Bocchi      | hink-stap-springen   | 16,78               | 13                  | niet geplaatst | niet geplaatst |
| Andrea Dallavalle | hink-stap-springen   | 16,99               | 7 q                 | 16,85          | 9              |
| Emmanuel Ihemeje  | hink-stap-springen   | 16,88               | 9 q                 | 16,52          | 11             |
| Stefano Sottile   | hoogspringen         | 2,17                | 26                  | niet geplaatst | niet geplaatst |
| Gianmarco Tamberi | hoogspringen         | 2,28                | 9 q                 | 2,37           | Goud           |
| Claudio Stecchi   | polsstokhoogspringen | geen geldige poging | geen geldige poging | niet geplaatst | niet geplaatst |
| Leonardo Fabbri   | kogelstoten          | 20,80               | 14                  | niet geplaatst | niet geplaatst |
| Nick Ponzio       | kogelstoten          | 20,28               | 20                  | niet geplaatst | niet geplaatst |
| Zane Weir         | kogelstoten          | 21,25               | 5 Q                 | 21,41          | 5 PB           |
| Giovanni Faloci   | discuswerpen         | 57,33               | 29                  | niet geplaatst | niet geplaatst |

Vrouwen
Loopnummers
| atlete | onderdeel          | series     | series | kwartfinale | kwartfinale | halve finale   | halve finale   | finale         | finale         |
| atlete | onderdeel          | tijd       | rang   | tijd        | rang        | tijd           | rang           | tijd           | rang           |
| --- | ------------------ | ---------- | ------ | ----------- | ----------- | -------------- | -------------- | -------------- | -------------- |
| Anna Bongiorni | 100m               | bye        | bye    | 11,35       | 3 Q         | 11,38          | 8              | niet geplaatst | niet geplaatst |
| Vittoria Fontana | 100m               | bye        | bye    | 11,53       | 7           | niet geplaatst | niet geplaatst | niet geplaatst | niet geplaatst |
| Gloria Hooper | 200m               | 23,16      | 4 q    | n.v.t.      | n.v.t.      | 23,28          | 8              | niet geplaatst | niet geplaatst |
| Dalia Kaddari | 200m               | 23,26      | 3 Q    | n.v.t.      | n.v.t.      | 23,41          | 8              | niet geplaatst | niet geplaatst |
| Elena Bellò | 800m               | 2.01,07    | 5 q    | n.v.t.      | n.v.t.      | 2.02,35        | 6              | niet geplaatst | niet geplaatst |
| Federica Del Buono | 1500m              | 4.07,70    | 11     | n.v.t.      | n.v.t.      | niet geplaatst | niet geplaatst | niet geplaatst | niet geplaatst |
| Gaia Sabbatini | 1500m              | 4.05,41    | 4 Q    | n.v.t.      | n.v.t.      | 4.02,25        | 8 PB           | niet geplaatst | niet geplaatst |
| Nadia Battocletti | 5000m              | 14.55,83   | 3 Q    | n.v.t.      | n.v.t.      | n.v.t.         | n.v.t.         | 14.46,29       | 7              |
| Luminosa Bogliolo | 100m horden        | 12,93      | 3 Q    | n.v.t.      | n.v.t.      | 12,75          | 4 NR           | niet geplaatst | niet geplaatst |
| Elisa Di Lazzaro | 100m horden        | 13,08      | 5      | n.v.t.      | n.v.t.      | niet geplaatst | niet geplaatst | niet geplaatst | niet geplaatst |
| Eleonora Marchiando | 400m horden        | 56,82      | 5      | n.v.t.      | n.v.t.      | niet geplaatst | niet geplaatst | niet geplaatst | niet geplaatst |
| Linda Olivieri | 400m horden        | 55,54 PB   | 4 Q    | n.v.t.      | n.v.t.      | 57,03          | 7              | niet geplaatst | niet geplaatst |
| Yadisleidy Pedroso | 400m horden        | 55,57 SB   | 5 q    | n.v.t.      | n.v.t.      | 55,80          | 5              | niet geplaatst | niet geplaatst |
| Anna Bongiorni(S) Zaynab Dosso Vittoria Fontana(S) Johanelis Herrera Gloria Hooper(S) Irene Siragusa(S)                                                                 | 4x100m             | 42,84 NR   | 6      | n.v.t.      | n.v.t.      | n.v.t.         | n.v.t.         | niet geplaatst | niet geplaatst |
| Rebecca Borga(S) Maria Benedicta Chigbolu(S) Ayomide Folorunso Raphaela Lukudo Alice Mangione(S) Eleonora Marchiando Petra Nardelli(S) Anna Polinari Giancarla Trevisan | 4x400m             | 3.27,74 SB | 7      | n.v.t.      | n.v.t.      | n.v.t.         | n.v.t.         | niet geplaatst | niet geplaatst |
| Giovanna Epis | marathon           | n.v.t.     | n.v.t. | n.v.t.      | n.v.t.      | n.v.t.         | n.v.t.         | 2:35.09 SB     | 32             |
| Eleonora Giorgi | 20 km snelwandelen | n.v.t.     | n.v.t. | n.v.t.      | n.v.t.      | n.v.t.         | n.v.t.         | 1:46.36        | 52             |
| Antonella Palmisano | 20 km snelwandelen | n.v.t.     | n.v.t. | n.v.t.      | n.v.t.      | n.v.t.         | n.v.t.         | 1:29.12        | Goud           |
| Valentina Trapletti | 20 km snelwandelen | n.v.t.     | n.v.t. | n.v.t.      | n.v.t.      | n.v.t.         | n.v.t.         | 1:33.12        | 18             |

Technische nummers
| atlete             | onderdeel            | kwalificaties | kwalificaties | finale         | finale         |
| atlete             | onderdeel            | afstand       | rang          | afstand        | rang           |
| ------------------ | -------------------- | ------------- | ------------- | -------------- | -------------- |
| Dariya Derkach     | hink-stap-springen   | 13,90         | 21            | niet geplaatst | niet geplaatst |
| Alessia Trost      | hoogspringen         | 1,90          | 20            | niet geplaatst | niet geplaatst |
| Elena Vallortigara | hoogspringen         | 1,93          | 16            | niet geplaatst | niet geplaatst |
| Roberta Bruni      | polsstokhoogspringen | 4,25          | 24            | niet geplaatst | niet geplaatst |
| Elisa Molinarolo   | polsstokhoogspringen | 4,40          | 18            | niet geplaatst | niet geplaatst |
| Daisy Osakue       | discuswerpen         | 63,66         | 5 q           | 59,97          | 12             |
| Sara Fantini       | kogelslingeren       | 71,68         | 12 q          | 69,10m         | 12             |

Gemengd
| atleet                                                                 | onderdeel | series  | series | kwartfinale | kwartfinale | halve finale | halve finale | finale         | finale         |
| atleet                                                                 | onderdeel | tijd    | rang   | tijd        | rang        | tijd         | rang         | tijd           | rang           |
| ---------------------------------------------------------------------- | --------- | ------- | ------ | ----------- | ----------- | ------------ | ------------ | -------------- | -------------- |
| Vladimir Aceti(S) Rebecca Borga(S) Alice Mangione(S) Edoardo Scotti(S) | 4×400 m   | 3.13,51 | 5      | n.v.t       | n.v.t       | n.v.t        | n.v.t        | niet geplaatst | niet geplaatst |

### Basketbal

#### Team
Mannen
| Olympiër | Discipline | Resultaat | Prestatie |
| --- | ---------- | --------- | --- |
| Marco Spissu Nico Mannion Stefano Tonut Danilo Gallinari Nicolò Melli Simone Fontecchio Amedeo Tessitori Giampaolo Ricci Riccardo Moraschini Michele Vitali Achille Polonara Alessandro Pajola | mannen     | 5e        | groepsfase: 2de W van Duitsland: 92-82 V van Australië: 86-86 W van Nigeria: 80-71 kwartfinale: V van Frankrijk: 75-84 |

| Groepsfase |           |             |             |             |            |            |            |        |
| #          | Land      | Wedstrijden | Wedstrijden | Wedstrijden | Doelpunten | Doelpunten | Doelpunten | Punten |
| #          | Land      | GW          | W           | V           | V          | T          | Saldo      | Punten |
| 1          | Australië | 3           | 3           | 0           | 259        | 226        | +33        | 6      |
| 2          | Italië    | 3           | 2           | 0           | 255        | 239        | +16        | 5      |
| 3          | Duitsland | 3           | 1           | 2           | 257        | 273        | -16        | 4      |
| 4          | Nigeria   | 3           | 0           | 3           | 230        | 263        | -33        | 3      |

| Ronde           | Datum          | Lokale tijd    | MEZT           | Land           | Score          | Land           |  |
| --------------- | -------------- | -------------- | -------------- | -------------- | -------------- | -------------- |  |
| groepsfase      |                |                |                |                |                |                |  |
| 25 juli 2021    | 13:40          | 06:40          | Duitsland      | 82-92          | Italië         |                |  |
| 28 juli 2021    | 17:20          | 10:20          | Italië         | 83-86          | Australië      |                |  |
| 31 juli 2021    | 13:40          | 06:40          | Italië         | 80 - 71        | Nigeria        |                |  |
|                 |                |                |                |                |                |                |  |
| kwartfinale     |                |                |                |                |                |                |  |
| 3 augustus 2021 | 17:20          | 10:20          | Italië         | 75-84          | Frankrijk      |                |  |
|                 |                |                |                |                |                |                |  |
| halve finale    | niet geplaatst | niet geplaatst | niet geplaatst | niet geplaatst | niet geplaatst | niet geplaatst |  |
|                 |                |                |                |                |                |                |  |
| finale          | niet geplaatst | niet geplaatst | niet geplaatst | niet geplaatst | niet geplaatst | niet geplaatst |  |

#### 3x3
Vrouwen
| Olympiër                                                      | Discipline | Resultaat   | Prestatie |
| ------------------------------------------------------------- | ---------- | ----------- | --------- |
| Chiara Consolini Rae Lin D'Alie Marcella Filippi Giulia Rulli | 3x3        | kwartfinale | zie onder |

| Groep |                  |             |             |             |            |            |            |        |
| #     | Land             | Wedstrijden | Wedstrijden | Wedstrijden | Doelpunten | Doelpunten | Doelpunten | Punten |
| #     | Land             | GW          | W           | V           | V          | T          | Saldo      | Punten |
| 1     | Verenigde Staten | 7           | 6           | 1           | 136        | 98         | +38        | 12     |
| 2     | Russische ploeg  | 7           | 5           | 2           | 129        | 90         | +39        | 10     |
| 3     | China            | 7           | 5           | 2           | 127        | 97         | +30        | 10     |
| 4     | Japan            | 7           | 5           | 2           | 130        | 97         | +33        | 10     |
| 5     | Frankrijk        | 7           | 4           | 3           | 118        | 116        | +2         | 8      |
| 6     | Italië           | 7           | 2           | 5           | 98         | 125        | -27        | 4      |
| 7     | Roemenië         | 7           | 1           | 6           | 89         | 142        | -53        | 2      |
| 8     | Mongolië         | 7           | 0           | 7           | 79         | 141        | -62        | 0      |

| Ronde        | Datum          | Lokale tijd    | MEZT           | Land             | Score          | Land           |
| ------------ | -------------- | -------------- | -------------- | ---------------- | -------------- | -------------- |
| groepsfase   | 24 juli        | 17:30          | 10:30          | Italië           | 15 - 14        | Mongolië       |
| groepsfase   | 24 juli        | 21:25          | 14:25          | Frankrijk        | 19 – 16        | Italië         |
| groepsfase   | 25 juli        | 10:40          | 03:40          | Italië           | 22 - 14        | Roemenië       |
| groepsfase   | 25 juli        | 14:25          | 07:25          | China            | 22 – 13        | Italië         |
| groepsfase   | 26 juli        | 14:25          | 07:25          | Japan            | 22 - 10        | Italië         |
| groepsfase   | 26 juli        | 17:55          | 10:55          | Verenigde Staten | 17 - 13        | Italië         |
| groepsfase   | 27 juli        | 17:25          | 10:25          | Russische ploeg  | 17 - 9         | Italië         |
|              |                |                |                |                  |                |                |
| kwartfinale  | 27 juli        | 20:30          | 13:30          | China            | 19 - 13        | Italië         |
|              |                |                |                |                  |                |                |
| halve finale | niet geplaatst | niet geplaatst | niet geplaatst | niet geplaatst   | niet geplaatst | niet geplaatst |
|              |                |                |                |                  |                |                |
| finale       | niet geplaatst | niet geplaatst | niet geplaatst | niet geplaatst   | niet geplaatst | niet geplaatst |

### Boksen
Vrouwen
| atleet              | onderdeel     | eerste ronde         | tweede ronde         | kwartfinale          | halve finale         | finale / BM          | finale / BM |
| atleet              | onderdeel     | tegenstander uitslag | tegenstander uitslag | tegenstander uitslag | tegenstander uitslag | tegenstander uitslag | rang        |
| ------------------- | ------------- | -------------------- | -------------------- | -------------------- | -------------------- | -------------------- | ----------- |
| Giordana Sorrentino | vlieggewicht  | VEN Cardozo W 5-0    | TPE Huang V 0-5      | niet geplaatst       | niet geplaatst       | niet geplaatst       | 9           |
| Irma Testa          | vedergewicht  | ROC Vorontsova W 4-1 | IRL Walsh V 5-0      | CAN Veyre V 5-0      | PHI Petecio V 1-4    | niet geplaatst       | Brons       |
| Rebecca Nicoli      | lichtgewicht  | MEX Falcón W 4-1     | IRL Harrington V 0-5 | niet geplaatst       | niet geplaatst       | niet geplaatst       | 9           |
| Angela Carini       | weltergewicht | bye                  | TPE Chen V 2-3       | niet geplaatst       | niet geplaatst       | niet geplaatst       | 9           |

### Boogschieten
Mannen
| atleet        | onderdeel   | plaatsingsronde | plaatsingsronde | eerste ronde         | tweede ronde         | derde ronde          | kwartfinale          | halve finale         | finale / BM          | finale / BM |
| atleet        | onderdeel   | score           | rang            | tegenstander uitslag | tegenstander uitslag | tegenstander uitslag | tegenstander uitslag | tegenstander uitslag | tegenstander uitslag | rang        |
| ------------- | ----------- | --------------- | --------------- | -------------------- | -------------------- | -------------------- | -------------------- | -------------------- | -------------------- | ----------- |
| Mauro Nespoli | individueel | 658             | 24              | Ž Ravnikar W 6 – 0   | D Gankin W 6 – 2     | M D'Almeida W 6 – 0  | F Unruh W 6 – 4      | Tang C-c W 6 – 2     | M Gazoz V 4 – 6      | Zilver      |

Vrouwen
| atleet                                           | onderdeel   | plaatsingsronde | plaatsingsronde | eerste ronde             | tweede ronde         | derde ronde          | kwartfinale          | halve finale         | finale / BM          | finale / BM |
| atleet                                           | onderdeel   | score           | rang            | tegenstander uitslag     | tegenstander uitslag | tegenstander uitslag | tegenstander uitslag | tegenstander uitslag | tegenstander uitslag | rang        |
| ------------------------------------------------ | ----------- | --------------- | --------------- | ------------------------ | -------------------- | -------------------- | -------------------- | -------------------- | -------------------- | ----------- |
| Tatiana Andreoli                                 | individueel | 627             | 52              | L Barbelin V 2 – 6       | niet geplaatst       | niet geplaatst       | niet geplaatst       | niet geplaatst       | niet geplaatst       | 33          |
| Lucilla Boari                                    | individueel | 651             | 23              | S Zyzańska W 6 – 0       | C Rebagliati W 6 – 4 | H Marusava W 6 – 5   | Wu J W 6 – 2         | E Osipova V 0 – 6    | M Brown W 7 – 1      | Brons       |
| Chiara Rebagliati                                | individueel | 658             | 10              | C Bjerendal W 6 – 2      | L Boari V 4 – 6      | niet geplaatst       | niet geplaatst       | niet geplaatst       | niet geplaatst       | 17          |
| Tatiana Andreoli Lucilla Boari Chiara Rebagliati | team        | 1936            | 8               | Groot-Brittannië W 5 – 3 | n.v.t.               | n.v.t.               | Zuid-Korea V 0 – 6   | niet geplaatst       | niet geplaatst       | 5           |

Gemengd
| atlete                          | onderdeel | plaatsingsronde | plaatsingsronde | eerste ronde         | kwartfinale          | halve finale         | finale / BM          | finale / BM |
| atlete                          | onderdeel | score           | rang            | tegenstander uitslag | tegenstander uitslag | tegenstander uitslag | tegenstander uitslag | rang        |
| ------------------------------- | --------- | --------------- | --------------- | -------------------- | -------------------- | -------------------- | -------------------- | ----------- |
| Mauro Nespoli Chiara Rebagliati | team      | 1316            | 11              | Nederland V 0 – 6    | niet geplaatst       | niet geplaatst       | niet geplaatst       | 9           |

### Gewichtheffen
Mannen
| atleet             | onderdeel | trekken | trekken | stoten | stoten | totaal | rang  |
| atleet             | onderdeel | score   | rang    | score  | rang   | totaal | rang  |
| ------------------ | --------- | ------- | ------- | ------ | ------ | ------ | ----- |
| Davide Ruiu        | -61 kg    | 127     | 7       | 159    | 4      | 286    | 6     |
| Mirko Zanni        | -67 kg    | 145     | 4       | 177    | 3      | 322    | Brons |
| Antonino Pizzolato | -81 kg    | 165     | 2       | 200    | 3      | 365    | Brons |

Vrouwen
| atleet                | onderdeel | trekken | trekken | stoten | stoten | totaal | rang   |
| atleet                | onderdeel | score   | rang    | score  | rang   | totaal | rang   |
| --------------------- | --------- | ------- | ------- | ------ | ------ | ------ | ------ |
| Maria Grazia Alemanno | -59 kg    | 85      | 11      | 100    | 11     | 185    | 11     |
| Giorgia Bordignon     | -64 kg    | 104     | 2       | 128    | 2      | 232    | Zilver |

### Golf
Mannen
| atleet          | onderdeel | eerste ronde | tweede ronde | derde ronde | vierde ronde | totaal | totaal | totaal |
| atleet          | onderdeel | score        | score        | score       | score        | score  | par    | rang   |
| --------------- | --------- | ------------ | ------------ | ----------- | ------------ | ------ | ------ | ------ |
| Guido Migliozzi | mannen    | 71           | 65           | 68          | 72           | 276    | -8     | 32     |
| Renato Paratore | mannen    | 71           | 70           | 67          | 67           | 275    | -9     | 27     |

Vrouwen
| atlete                    | onderdeel | eerste ronde | tweede ronde | derde ronde | vierde ronde | totaal | totaal | totaal |
| atlete                    | onderdeel | score        | score        | score       | score        | score  | par    | rang   |
| ------------------------- | --------- | ------------ | ------------ | ----------- | ------------ | ------ | ------ | ------ |
| Giulia Molinaro           | vrouwen   | 75           | 71           | 70          | 70           | 286    | +2     | 46     |
| Lucrezia Colombotto Rosso | vrouwen   | 75           | 74           | 75          | 78           | 302    | +18    | 59     |

### Gymnastiek

#### Turnen
Mannen
| atleet          | onderdeel | kwalificatie | kwalificatie | kwalificatie | kwalificatie | kwalificatie | kwalificatie | kwalificatie | kwalificatie | finale         | finale         | finale         | finale         | finale         | finale         | finale         | finale         |
| atleet          | onderdeel | toestel      | toestel      | toestel      | toestel      | toestel      | toestel      | totaal       | positie      | toestel        | toestel        | toestel        | toestel        | toestel        | toestel        | totaal         | positie        |
| atleet          | onderdeel | vloer        | voltige      | ringen       | sprong       | brug         | rekstok      | totaal       | positie      | vloer          | voltige        | ringen         | sprong         | brug           | rekstok        | totaal         | positie        |
| --------------- | --------- | ------------ | ------------ | ------------ | ------------ | ------------ | ------------ | ------------ | ------------ | -------------- | -------------- | -------------- | -------------- | -------------- | -------------- | -------------- | -------------- |
| Ludovico Edalli | meerkamp  | 13,733       | 13,600       | 13,333       | 13,666       | 13,166       | 13,766       | 81,231       | 38           | niet geplaatst | niet geplaatst | niet geplaatst | niet geplaatst | niet geplaatst | niet geplaatst | niet geplaatst | niet geplaatst |
| Marco Lodadio   | ringen    | n.v.t.       | n.v.t.       | 14,633       | n.v.t.       | n.v.t.       | n.v.t.       | 14,633       | 9            | niet geplaatst | niet geplaatst | niet geplaatst | niet geplaatst | niet geplaatst | niet geplaatst | niet geplaatst | niet geplaatst |

Vrouwen
| atlete          | onderdeel | kwalificatie | kwalificatie | kwalificatie | kwalificatie | kwalificatie | kwalificatie | finale  | finale  | finale  | finale  | finale  | finale  |
| atlete          | onderdeel | toestel      | toestel      | toestel      | toestel      | totaal       | positie      | toestel | toestel | toestel | toestel | totaal  | positie |
| atlete          | onderdeel | sprong       | brug         | balk         | vloer        | totaal       | positie      | sprong  | brug    | balk    | vloer   | totaal  | positie |
| --------------- | --------- | ------------ | ------------ | ------------ | ------------ | ------------ | ------------ | ------- | ------- | ------- | ------- | ------- | ------- |
| Alice D'Amato   | team      | 14,333       | 14,233       | 12,600       | 13,033       | 54,199       | 20 Q         | 14,166  | 14,166  | 13,133  | 13,100  | n.v.t.  | n.v.t.  |
| Asia D'Amato    | team      | 14,233       | 13,933       | 13,133       | 11,833       | 53,132       | 34           | 14,266  | 13,900  | 12,900  | 13,166  | n.v.t.  | n.v.t.  |
| Vanessa Ferrari | team      | 14,167       | -            | 12,500       | 14,166 Q     | -            | -            | 14,233  | -       | -       | 14,100  | n.v.t.  | n.v.t.  |
| Martina Maggio  | team      | 14,067       | 13,700       | 13,066       | 12,733       | 53,566       | 27 Q         | -       | 13,433  | 13,075  | -       | n.v.t.  | n.v.t.  |
| Totaal          | team      | 42,733       | 41,866       | 38,799       | 39,932       | 163,330      | 7 Q          | 42,665  | 41,499  | 39,108  | 40,366  | 163,638 | 4       |

| atlete          | onderdeel | kwalificatie | kwalificatie | kwalificatie | kwalificatie | kwalificatie | kwalificatie | finale         | finale         | finale         | finale         | finale         | finale         |
| atlete          | onderdeel | toestel      | toestel      | toestel      | toestel      | totaal       | positie      | toestel        | toestel        | toestel        | toestel        | totaal         | positie        |
| atlete          | onderdeel | sprong       | brug         | balk         | vloer        | totaal       | positie      | sprong         | brug           | balk           | vloer          | totaal         | positie        |
| --------------- | --------- | ------------ | ------------ | ------------ | ------------ | ------------ | ------------ | -------------- | -------------- | -------------- | -------------- | -------------- | -------------- |
| Alice D'Amato   | meerkamp  | 14,333       | 14,233       | 12,600       | 13,033       | 54,199       | 20 Q         | 14,300         | 13,000         | 11,633         | 12,966         | 51,899         | 20             |
| Martina Maggio  | meerkamp  | 14,067       | 13,700       | 13,066       | 12,733       | 53,566       | 27 Q         | 14,033         | 12,466         | 13,066         | 13,000         | 52,565         | 19             |
| Vanessa Ferrari | vloer     | n.v.t.       | n.v.t.       | n.v.t.       | 14,166       | 14,166       | 1 Q          | n.v.t.         | n.v.t.         | n.v.t.         | 14,200         | 14,200         | Zilver         |
| Lara Mori       | vloer     | n.v.t.       | n.v.t.       | n.v.t.       | 13,400       | 13,400       | 19           | niet geplaatst | niet geplaatst | niet geplaatst | niet geplaatst | niet geplaatst | niet geplaatst |
| Lara Mori       | balk      | n.v.t.       | n.v.t.       | 12,133       | n.v.t.       | 12,133       | 62           | niet geplaatst | niet geplaatst | niet geplaatst | niet geplaatst | niet geplaatst | niet geplaatst |

#### Ritmisch
| atlete                   | onderdeel   | kwalificatie | kwalificatie | kwalificatie | kwalificatie | kwalificatie | kwalificatie | finale         | finale         | finale         | finale         | finale         | finale         |
| atlete                   | onderdeel   | hoepel       | bal          | knotsen      | lint         | totaal       | rang         | hoepel         | bal            | knotsen        | lint           | totaal         | rang           |
| ------------------------ | ----------- | ------------ | ------------ | ------------ | ------------ | ------------ | ------------ | -------------- | -------------- | -------------- | -------------- | -------------- | -------------- |
| Alexandra Agiurgiuculese | individueel | 22,050       | 25,600       | 24,150       | 19,250       | 91,050       | 15           | niet geplaatst | niet geplaatst | niet geplaatst | niet geplaatst | niet geplaatst | niet geplaatst |
| Milena Baldassarri       | individueel | 24,550       | 25,700       | 25,650       | 20,150       | 96,050       | 6 Q          | 25,100         | 25,625         | 26,300         | 22,400         | 99,625         | 6              |

| atlete                                                                                 | onderdeel | kwalificatie | kwalificatie         | kwalificatie | kwalificatie | finale   | finale               | finale | finale |
| atlete                                                                                 | onderdeel | 5 linten     | 3 knotsen, 2 hoepels | totaal       | rang         | 5 linten | 3 knotsen, 2 hoepels | totaal | rang   |
| -------------------------------------------------------------------------------------- | --------- | ------------ | -------------------- | ------------ | ------------ | -------- | -------------------- | ------ | ------ |
| Alessia Maurelli Martina Centofanti Martina Santandrea Agnese Duranti Daniela Mogurean | team      | 44,600       | 42,550               | 87,150       | 3 Q          | 44,850   | 42,850               | 87,700 | Brons  |

### Judo
Mannen
| atleet            | onderdeel | eerste ronde         | tweede ronde         | derde ronde          | kwartfinale          | halve finale         | herkansing             | finale / BM          | finale / BM    |
| atleet            | onderdeel | tegenstander uitslag | tegenstander uitslag | tegenstander uitslag | tegenstander uitslag | tegenstander uitslag | tegenstander uitslag   | tegenstander uitslag | rang           |
| ----------------- | --------- | -------------------- | -------------------- | -------------------- | -------------------- | -------------------- | ---------------------- | -------------------- | -------------- |
| Manuel Lombardo   | −66 kg    | n.v.t.               | bye                  | Serikshanov W 11–00  | Cargnin V 00-01      | n.v.t.               | Yondonperenlei W 10-00 | An B-u V 00-10       | 5              |
| Fabio Basile      | −73 kg    | bye                  | An C-r V 00-01       | niet geplaatst       | niet geplaatst       | niet geplaatst       | niet geplaatst         | niet geplaatst       | niet geplaatst |
| Christian Parlati | −81 kg    | bye                  | Abdelaal W 01-00     | Nagase V 00-01       | niet geplaatst       | niet geplaatst       | niet geplaatst         | niet geplaatst       | niet geplaatst |
| Nicholas Mungai   | −90 kg    | bye                  | Bobonov V 00-01      |                      |                      |                      |                        |                      |                |

Vrouwen
| atlete            | onderdeel | eerste ronde         | tweede ronde          | derde ronde          | kwartfinale          | halve finale         | herkansing           | finale / BM          | finale / BM    |
| atlete            | onderdeel | tegenstander uitslag | tegenstander uitslag  | tegenstander uitslag | tegenstander uitslag | tegenstander uitslag | tegenstander uitslag | tegenstander uitslag | rang           |
| ----------------- | --------- | -------------------- | --------------------- | -------------------- | -------------------- | -------------------- | -------------------- | -------------------- | -------------- |
| Francesca Milani  | −48 kg    | n.v.t.               | Lin C-h V 01-10       | niet geplaatst       | niet geplaatst       | niet geplaatst       | niet geplaatst       | niet geplaatst       | niet geplaatst |
| Odette Giuffrida  | −52 kg    | n.v.t.               | bye                   | Chitu W 10-00        | Van Snick W 01-00    | Abe V 00-01          | n.v.t.               | Pupp W 10-00         | Brons          |
| Maria Centracchio | −63 kg    | n.v.t.               | Nomenjanahary W 01-00 | Özbas W 01-00        | Ozdoba-Błach W 01-00 | Trsentak V 00-01     | n.v.t                | Franssen W 01-00     | Brons          |
| Alice Bellandi    | −70 kg    | n.v.t.               | Niang W 01-00         | Bernholn W 01-00     | van Dijke V 01-11    | niet geplaatst       | Matić V 00-10        | niet geplaatst       | 7              |

Gemengd
| atleten                                                                                          | onderdeel    | eerste ronde         | tweede ronde         | kwartfinale          | halve finale         | herkansing           | finale / BM          | finale / BM    |
| atleten                                                                                          | onderdeel    | tegenstander uitslag | tegenstander uitslag | tegenstander uitslag | tegenstander uitslag | tegenstander uitslag | tegenstander uitslag | rang           |
| ------------------------------------------------------------------------------------------------ | ------------ | -------------------- | -------------------- | -------------------- | -------------------- | -------------------- | -------------------- | -------------- |
| Fabio Basile Nicholas Mungai Christian Parlati Alice Bellandi Maria Centracchio Odette Giuffrida | gemengd team | n.v.t.               | Israël V 3-4         | niet geplaatst       | niet geplaatst       | niet geplaatst       | niet geplaatst       | niet geplaatst |

### Kanovaren
Mannen
Slalom
| atleet              | onderdeel  | series | series | series | series | series    | series | halve finale | halve finale | finale         | finale         |
| atleet              | onderdeel  | run 1  | rang   | run 2  | rang   | beste run | rang   | tijd         | rang         | tijd           | rang           |
| ------------------- | ---------- | ------ | ------ | ------ | ------ | --------- | ------ | ------------ | ------------ | -------------- | -------------- |
| Giovanni De Gennaro | K-1 slalom | 90,92  | 1      | 90,65  | 2      | 90,65     | 2 Q    | 100,23       | 14           | niet geplaatst | niet geplaatst |

Sprint
| atleet                     | onderdeel | series   | series | kwartfinale | kwartfinale | halve finale | halve finale | finale   | finale |
| atleet                     | onderdeel | tijd     | rang   | tijd        | rang        | tijd         | rang         | tijd     | rang   |
| -------------------------- | --------- | -------- | ------ | ----------- | ----------- | ------------ | ------------ | -------- | ------ |
| Manfredi Rizza             | K-1 200m  | 34,867   | 1 HF   | bye         | bye         | 35,171       | 2 FA         | 35,080   | Zilver |
| Luca Beccaro Samuele Burgo | K-2 1000m | 3.28,047 | 4 KF   | 3.12,667    | 3 HF        | 3.20,591     | 5 FB         | 3.22,408 | 11     |

Vrouwen
Slalom
| atlete            | onderdeel  | series | series | series | series | series    | series | halve finale | halve finale | finale         | finale         |
| atlete            | onderdeel  | run 1  | rang   | run 2  | rang   | beste run | rang   | tijd         | rang         | tijd           | rang           |
| ----------------- | ---------- | ------ | ------ | ------ | ------ | --------- | ------ | ------------ | ------------ | -------------- | -------------- |
| Marta Bertoncelli | C-1 slalom | 121,83 | 13     | 113,91 | 8      | 113,91    | 10 Q   | 145,71       | 15           | niet geplaatst | niet geplaatst |
| Stefanie Horn     | K-1 slalom | 109,82 | 9      | 104,79 | 4      | 104,79    | 4 Q    | 108,52       | 4 Q          | 106,93         | 4              |

Sprint
| atleet          | onderdeel | series | series | kwartfinale | kwartfinale | halve finale | halve finale | finale | finale |
| atleet          | onderdeel | tijd   | rang   | tijd        | rang        | tijd         | rang         | tijd   | rang   |
| --------------- | --------- | ------ | ------ | ----------- | ----------- | ------------ | ------------ | ------ | ------ |
| Francesca Genzo | K-1 200m  | 42,198 | 2 HF   | bye         | bye         | 40,000       | 4 FA         | 40,184 | 7e     |

### Karate

#### Kata
Mannen
| Atleet        | Onderdeel | Eliminatie | Eliminatie | Ranking        | Ranking        | Finale / BM            | Finale / BM    |
| Atleet        | Onderdeel | Score      | Rang       | Score          | Rang           | Tegenstander Resultaat | Rang           |
| ------------- | --------- | ---------- | ---------- | -------------- | -------------- | ---------------------- | -------------- |
| Mattia Busato | mannen    | 25,50      | 4          | niet geplaatst | niet geplaatst | niet geplaatst         | niet geplaatst |

Vrouwen
| Atleet          | Onderdeel | Eliminatie | Eliminatie | Ranking | Ranking | Finale / BM            | Finale / BM |
| Atleet          | Onderdeel | Score      | Rang       | Score   | Rang    | Tegenstander Resultaat | Rang        |
| --------------- | --------- | ---------- | ---------- | ------- | ------- | ---------------------- | ----------- |
| Viviana Bottaro | vrouwen   | 25,57      | 2 Q        | 26,46   | 2 q     | Kokumai W 26,48        | Brons       |

#### Kumite
Mannen
| Atleet           | Onderdeel | Groepsfase             | Groepsfase             | Groepsfase             | Groepsfase             | Groepsfase | Halve Finale           | Finale                 | Finale         |
| Atleet           | Onderdeel | Tegenstander Resultaat | Tegenstander Resultaat | Tegenstander Resultaat | Tegenstander Resultaat | Rang       | Tegenstander Resultaat | Tegenstander Resultaat | Rang           |
| ---------------- | --------- | ---------------------- | ---------------------- | ---------------------- | ---------------------- | ---------- | ---------------------- | ---------------------- | -------------- |
| Angelo Crescenzo | −67 kg    | Madera V 0 - 5         | opgave                 | opgave                 | opgave                 | opgave     | niet geplaatst         | niet geplaatst         | niet geplaatst |
| Luigi Busà       | −75 kg    | Yahiro W 0 - 5         | Azhikanov V 0 - 2      | Bitsch W 2 - 2         | Aghayev W 3 - 1        | 1 Q        | Horuna W 3 - 0         | Aghayev W 1 - 0        | Goud           |

Vrouwen
| Atleet          | Onderdeel | Groupsfase             | Groupsfase             | Groupsfase             | Groupsfase             | Groupsfase | Halve Finale           | Finale                 | Finale         |
| Atleet          | Onderdeel | Tegenstander Resultaat | Tegenstander Resultaat | Tegenstander Resultaat | Tegenstander Resultaat | Rang       | Tegenstander Resultaat | Tegenstander Resultaat | Rang           |
| --------------- | --------- | ---------------------- | ---------------------- | ---------------------- | ---------------------- | ---------- | ---------------------- | ---------------------- | -------------- |
| Silvia Semeraro | +61 kg    | Aekusa W 4 - 3         | Berultseva V 1 - 5     | Zaretska V 2 - 3       | Hocaoğlu W 9 - 4       | 3          | niet geplaatst         | niet geplaatst         | niet geplaatst |

### Klimsport
Mannen
| atleet             | onderdeel | kwalificatie | kwalificatie | kwalificatie | kwalificatie | kwalificatie | kwalificatie | kwalificatie | totaal  | totaal         | finale         | finale         | finale         | finale         | finale         | finale         | finale         | totaal         | totaal         |
| atleet             | onderdeel | speed        | speed        | boulderen    | boulderen    | lead         | lead         | lead         | totaal  | totaal         | speed          | speed          | boulderen      | boulderen      | lead           | lead           | lead           | totaal         | totaal         |
| atleet             | onderdeel | score        | rang         | punten       | rang         | punten       | tijd         | rang         | totaal  | score          | tijd           | rang           | punten         | rang           | punten         | rang           | totaal         | rang           |                |
| ------------------ | --------- | ------------ | ------------ | ------------ | ------------ | ------------ | ------------ | ------------ | ------- | -------------- | -------------- | -------------- | -------------- | -------------- | -------------- | -------------- | -------------- | -------------- | -------------- |
| Ludovico Fossali   | klimmen   | 6,71         | 13           | 0T0z 0 0     | 19,5         | 25           | 2.48         | 18           | 4563,00 | 19             | niet geplaatst | niet geplaatst | niet geplaatst | niet geplaatst | niet geplaatst | niet geplaatst | niet geplaatst | niet geplaatst | niet geplaatst |
| Michael Piccolruaz | klimmen   | 6,33         | 8            | T1T1z 12 4   | 14           | 28+          | 2.33         | 1248,00      | 15      | niet geplaatst | niet geplaatst | niet geplaatst | niet geplaatst | niet geplaatst | niet geplaatst | niet geplaatst | niet geplaatst | niet geplaatst |                |

Vrouwen
| atleet       | onderdeel | kwalificatie | kwalificatie | kwalificatie | kwalificatie | kwalificatie | kwalificatie | kwalificatie | totaal  | totaal | finale         | finale         | finale         | finale         | finale         | finale         | finale         | totaal         | totaal         |
| atleet       | onderdeel | speed        | speed        | boulderen    | boulderen    | lead         | lead         | lead         | totaal  | totaal | speed          | speed          | boulderen      | boulderen      | lead           | lead           | lead           | totaal         | totaal         |
| atleet       | onderdeel | score        | rang         | punten       | rang         | punten       | tijd         | rang         | totaal  | score  | tijd           | rang           | punten         | rang           | punten         | rang           | totaal         | rang           |                |
| ------------ | --------- | ------------ | ------------ | ------------ | ------------ | ------------ | ------------ | ------------ | ------- | ------ | -------------- | -------------- | -------------- | -------------- | -------------- | -------------- | -------------- | -------------- | -------------- |
| Laura Rogora | klimmen   | 10,50        | 19           | 1T4z 1 5     | 7            | 25           | -            | 10           | 1330,00 | 15     | niet geplaatst | niet geplaatst | niet geplaatst | niet geplaatst | niet geplaatst | niet geplaatst | niet geplaatst | niet geplaatst | niet geplaatst |

### Moderne vijfkamp
Vrouwen
| atlete        | onderdeel        | schermen (degen) | schermen (degen) | schermen (degen) | schermen (degen) | zwemmen (200 m vrije slag) | zwemmen (200 m vrije slag) | zwemmen (200 m vrije slag) | paardrijden (springen) | paardrijden (springen) | paardrijden (springen) | combinatie: schieten/lopen (10 m luchtpistool)/(3200 m) | combinatie: schieten/lopen (10 m luchtpistool)/(3200 m) | combinatie: schieten/lopen (10 m luchtpistool)/(3200 m) | totaal punten | rang |
| atlete        | onderdeel        | RR               | BR               | rang             | punten           | tijd                       | rang                       | punten                     | strafpunten            | rang                   | punten                 | tijd                                                    | rang                                                    | punten                                                  | totaal punten | rang |
| ------------- | ---------------- | ---------------- | ---------------- | ---------------- | ---------------- | -------------------------- | -------------------------- | -------------------------- | ---------------------- | ---------------------- | ---------------------- | ------------------------------------------------------- | ------------------------------------------------------- | ------------------------------------------------------- | ------------- | ---- |
| Elena Micheli | moderne vijfkamp | 17-18            | 6                | 15               | 208              | 2.09,22                    | 6                          | 292                        | EL                     | 31                     | 0                      | 12.31,91                                                | 15                                                      | 549                                                     | 1049          | 33   |
| Alice Sotero  | moderne vijfkamp | 21-14            | 1                | 30               | 227              | 2.07,88                    | 5                          | 295                        | 15                     | 20                     | 285                    | 12.24,38                                                | 15                                                      | 556                                                     | 1363          | 4    |

### Paardensport

#### Dressuur
| ruiter         | paard              | onderdeel   | Grand Prix | Grand Prix | Grand Prix Special | Grand Prix Special | Grand Prix Freestyle | Grand Prix Freestyle | totaal         | totaal         |
| ruiter         | paard              | onderdeel   | score      | rang       | score              | rang               | technisch            | artistiek            | uitslag        | rang           |
| -------------- | ------------------ | ----------- | ---------- | ---------- | ------------------ | ------------------ | -------------------- | -------------------- | -------------- | -------------- |
| Francesco Zaza | Whispering Romanca | individueel | 66,941     | 43         | n.v.t.             | n.v.t.             | niet geplaatst       | niet geplaatst       | niet geplaatst | niet geplaatst |

#### Eventing
| ruiter                                           | paard                      | onderdeel   | dressuur    | dressuur | cross-country | cross-country | cross-country | springen     | springen     | springen     | springen       | springen       | springen       | totaal      | totaal |
| ruiter                                           | paard                      | onderdeel   | dressuur    | dressuur | cross-country | cross-country | cross-country | kwalificatie | kwalificatie | kwalificatie | finale         | finale         | finale         | totaal      | totaal |
| ruiter                                           | paard                      | onderdeel   | strafpunten | rang     | strafpunten   | totaal        | rang          | strafpunten  | totaal       | rang         | strafpunten    | totaal         | rang           | strafpunten | rang   |
| ------------------------------------------------ | -------------------------- | ----------- | ----------- | -------- | ------------- | ------------- | ------------- | ------------ | ------------ | ------------ | -------------- | -------------- | -------------- | ----------- | ------ |
| Susanna Bordone                                  | Imperial van de Holtakkers | individueel | 33,90       | 36       | 11,00         | 44,90         | 29            | 0,00         | 44,90        | 22 Q         | 11,00          | 50,50          | 18             | 50,50       | 18     |
| Vittoria Panizzon                                | Super Cillious             | individueel | 38,60       | 52       | 3,60          | 42,20         | 25            | 8,00         | 50,20        | 27           | niet geplaatst | niet geplaatst | niet geplaatst | 50,20       | 27     |
| Arianna Schivo                                   | Quefira de l'Ormeau        | individueel | 42,90       | 58       | 2,80          | 45,70         | 28            | 4,00         | 49,70        | 26           | niet geplaatst | niet geplaatst | niet geplaatst | 49,70       | 26     |
| Susanna Bordone Vittoria Panizzon Arianna Schivo | zie hierboven              | team        | 115,40      | 15       | 17,40         | 132,80        | 7             | 12,00        | 144,80       | 7            | n.v.t.         | n.v.t.         | n.v.t.         | 144,80      | 7      |

#### Springen
| ruiter            | paard  | onderdeel   | kwalificatie | kwalificatie | finale         | finale         | finale         |
| ruiter            | paard  | onderdeel   | strafpunten  | rang         | strafpunten    | tijd           | rang           |
| ----------------- | ------ | ----------- | ------------ | ------------ | -------------- | -------------- | -------------- |
| Emanuele Gaudiano | Chalou | individueel | 9            | 47           | niet geplaatst | niet geplaatst | niet geplaatst |

### Roeien
Mannen
| atleet                                                     | onderdeel          | series  | series | herkansingen | herkansingen | kwartfinale | kwartfinale | halve finale | halve finale | finale  | finale |
| atleet                                                     | onderdeel          | tijd    | rang   | tijd         | rang         | tijd        | rang        | tijd         | rang         | tijd    | rang   |
| ---------------------------------------------------------- | ------------------ | ------- | ------ | ------------ | ------------ | ----------- | ----------- | ------------ | ------------ | ------- | ------ |
| Gennaro Alberto di Mauro                                   | skiff              | 7:06,87 | 2 KF   | n.v.t.       | n.v.t.       | 7.26,25     | 3 HA/B      | 6.50,19      | 4 FB         | 6.47,38 | 8      |
| Giovanni Abagnale Marco Di Costanzo                        | twee-zonder        | 6.48,74 | 2 HA/B | bye          | bye          | n.v.t.      | n.v.t.      | 6.20,29      | 5 FB         | 6.31,43 | 7      |
| Pietro Ruta Stefano Oppo                                   | lichte dubbel-twee | 6.24,25 | 2 HA/B | bye          | bye          | n.v.t.      | n.v.t.      | 6.07,70      | 2 FA         | 6.14,30 | Brons  |
| Simone Venier Andrea Panizza Luca Rambaldi Giacomo Gentili | dubbel-vier        | 5.39,28 | 2 FA   | bye          | bye          | n.v.t.      | n.v.t.      | n.v.t.       | n.v.t.       | 5.37,29 | 5      |
| Matteo Castaldo Bruno Rosetti Matteo Lodo Giuseppe Vicino  | vier-zonder        | 5.57,67 | 2 FA   | bye          | bye          | n.v.t.      | n.v.t.      | n.v.t.       | n.v.t.       | 5.43,60 | Brons  |

Vrouwen
| atlete                                                            | onderdeel          | series  | series | herkansingen | herkansingen | kwartfinale | kwartfinale | halve finale | halve finale | finale  | finale |
| atlete                                                            | onderdeel          | tijd    | rang   | tijd         | rang         | tijd        | rang        | tijd         | rang         | tijd    | rang   |
| ----------------------------------------------------------------- | ------------------ | ------- | ------ | ------------ | ------------ | ----------- | ----------- | ------------ | ------------ | ------- | ------ |
| Alessandra Patelli Chiara Ondoli                                  | dubbel-twee        | 6.59,58 | 3 HA/B | bye          | bye          | n.v.t.      | n.v.t.      | 7.19,25      | 4 FB         | 6.58,88 | 9      |
| Valentina Rodini Federica Cesarini                                | lichte dubbel-twee | 7.04,66 | 2 HA/B | bye          | bye          | n.v.t.      | n.v.t.      | 6.41,36'     | 1 FA         | 6.47,54 | Goud   |
| Kiri Tontodonati Aisha Rocek                                      | twee-zonder        | 7.22,79 | 3 HA/B | bye          | bye          | n.v.t.      | n.v.t.      | 7.04,52      | 6 FB         | 7.04,46 | 12     |
| Valentina Iseppi Alessandra Montesan Veronica Lisi Stefania Gobbi | dubbel-vier        | 6.20,45 | 3 H    | 6.37,44      | 1 FA         | n.v.t.      | n.v.t.      | n.v.t.       | n.v.t.       | 6.13,33 | 4      |

Legenda: FA=finale A (medailles); FB=finale B (geen medailles); FC=finale C (geen medailles); FD=finale D (geen medailles); FE=finale E (geen medailles); FF=finale F (geen medailles); HA/B=halve finale A/B; HC/D=halve finale C/D; HE/F=halve finale E/F; KF=kwartfinale; H=herkansing

### Schermen
Mannen
| atleet                                                         | onderdeel   | eerste ronde         | tweede ronde         | derde ronde          | kwartfinale               | halve finale                               | finale / BM                              | finale / BM    |
| atleet                                                         | onderdeel   | tegenstander uitslag | tegenstander uitslag | tegenstander uitslag | tegenstander uitslag      | tegenstander uitslag                       | tegenstander uitslag                     | rang           |
| -------------------------------------------------------------- | ----------- | -------------------- | -------------------- | -------------------- | ------------------------- | ------------------------------------------ | ---------------------------------------- | -------------- |
| Marco Fichera                                                  | degen       | bye                  | Kurbanov V 7 - 15    | niet geplaatst       | niet geplaatst            | niet geplaatst                             | niet geplaatst                           | niet geplaatst |
| Enrico Garozzo                                                 | degen       | bye                  | Kano V 12 - 15       | niet geplaatst       | niet geplaatst            | niet geplaatst                             | niet geplaatst                           | niet geplaatst |
| Andrea Santarelli                                              | degen       | bye                  | Khodos W 15 - 10     | Bardenet W 15 - 11   | Yamada W 15 - 13          | Sikmósi V 10 - 15                          | Reizlin V 12 - 15                        | 4              |
| Marco Fichera Enrico Garozzo Andrea Santarelli Gabriele Cimini | team degen  | n.v.t.               | n.v.t.               | bye                  | Russische ploeg V 34 - 45 | Plaatsings halve finale Oekraïne V 39 - 45 | Wedstrijd om plaats 7 Tsjechië W 36 - 34 | 7              |
| Andrea Cassarà                                                 | floret      | bye                  | Schenkel W 15 - 11   | Hamza V 13 - 15      | niet geplaatst            | niet geplaatst                             | niet geplaatst                           | niet geplaatst |
| Alessio Foconi                                                 | floret      | bye                  | Sanità W 15 - 8      | Cheung K-l V 3 - 15  | niet geplaatst            | niet geplaatst                             | niet geplaatst                           | niet geplaatst |
| Daniele Garozzo                                                | floret      | bye                  | Hassan W 15 - 6      | Matsuyama W 15 - 14  | Lefort W 15 - 10          | Shikine W 15 - 9                           | Cheung K-l V 15 - 11                     | Zilver         |
| Andrea Cassarà Alessio Foconi Daniele Garozzo Giorgio Avola    | team floret | n.v.t.               | n.v.t.               | bye                  | Japan V 43 - 45           | niet geplaatst                             | niet geplaatst                           | niet geplaatst |
| Enrico Berrè                                                   | sabel       | bye                  | Ferjani W 15 - 10    | Teodosiu W 15 - 12   | Samele V 10 - 15          | niet geplaatst                             | niet geplaatst                           | niet geplaatst |
| Luca Curatoli                                                  | sabel       | bye                  | Teodosiu V 13 - 15   | niet geplaatst       | niet geplaatst            | niet geplaatst                             | niet geplaatst                           | niet geplaatst |
| Luigi Samele                                                   | sabel       | bye                  | Xu Ym W 15 - 12      | Rahbari W 15 - 7     | Berrè W 15 - 10           | Kim J-h W 15 - 12                          | Szilágy V 7 - 15                         | Zilver         |
| Enrico Berrè Luca Curatoli Luigi Samele Aldo Montano           | team sabel  | n.v.t.               | n.v.t.               | bye                  | Iran W 45 - 44            | Hongarije W 45 - 43                        | Zuid-Korea V 26 - 45                     | Zilver         |

Vrouwen
| atlete                                                             | onderdeel   | eerste ronde         | tweede ronde          | derde ronde          | kwartfinale               | halve finale          | finale / BM                | finale / BM    |
| atlete                                                             | onderdeel   | tegenstander uitslag | tegenstander uitslag  | tegenstander uitslag | tegenstander uitslag      | tegenstander uitslag  | tegenstander uitslag       | rang           |
| ------------------------------------------------------------------ | ----------- | -------------------- | --------------------- | -------------------- | ------------------------- | --------------------- | -------------------------- | -------------- |
| Rossella Fiamingo                                                  | degen       | bye                  | Moellhausen W 10 - 9  | Jarecka W 15 - 13    | Lehis V 7 - 15            | niet geplaatst        | niet geplaatst             | niet geplaatst |
| Federica Isola                                                     | degen       | bye                  | Besbes W 14 - 12      | Lin S W 15 - 9       | Sun Yw V 10 - 11          | niet geplaatst        | niet geplaatst             | niet geplaatst |
| Mara Navarria                                                      | degen       | bye                  | Lichagina W 15 - 12   | Lehis V 10 - 15      | niet geplaatst            | niet geplaatst        | niet geplaatst             | niet geplaatst |
| Rossella Fiamingo Federica Isola / Mara Navarria Alberta Santuccio | team degen  | n.v.t.               | n.v.t.                | n.v.t.               | Russische ploeg W 33 - 31 | Estland V 34 - 42     | China W 23 - 21            | Brons          |
| Martina Batini                                                     | floret      | bye                  | Kreiss V 10 - 15      | niet geplaatst       | niet geplaatst            | niet geplaatst        | niet geplaatst             | niet geplaatst |
| Arianna Errigo                                                     | floret      | bye                  | El-Sharkawy W 15 - 2  | Guo W 15 - 8         | Volpi V 7 - 15            | niet geplaatst        | niet geplaatst             | niet geplaatst |
| Alice Volpi                                                        | floret      | bye                  | Kondricz W 15 - 5     | Ebert W 15 - 13      | Errigo W 15 - 7           | Deriglazova V 10 - 15 | Korobeynikova V 14 - 15    | 4              |
| Martina Batini Arianna Errigo Alice Volpi Erica Cipressa           | team floret | n.v.t.               | n.v.t.                | n.v.t.               | Hongarije W 45 - 32       | Frankrijk V 43 - 45   | Verenigde Staten W 45 - 23 | Brons          |
| Martina Criscio                                                    | sabel       | bye                  | Yoon J-s V 11 - 15    | niet geplaatst       | niet geplaatst            | niet geplaatst        | niet geplaatst             | niet geplaatst |
| Rossella Gregorio                                                  | sabel       | bye                  | Pozdniakova V 12 - 15 | niet geplaatst       | niet geplaatst            | niet geplaatst        | niet geplaatst             | niet geplaatst |
| Irene Vecchi                                                       | sabel       | bye                  | Lembach W 15 - 11     | Velikaya V 12 - 15   | niet geplaatst            | niet geplaatst        | niet geplaatst             | niet geplaatst |
| Martina Criscio Rossella Gregorio Irene Vecchi Michela Battiston   | team sabel  | n.v.t.               | n.v.t.                | bye                  | China W 45 - 41           | Frankrijk V 39 - 45   | Zuid-Korea V 42 - 45       | 4              |

### Schietsport
Mannen
| atleet            | onderdeel               | kwalificaties | kwalificaties | finale         | finale         |
| atleet            | onderdeel               | punten        | rang          | punten         | rang           |
| ----------------- | ----------------------- | ------------- | ------------- | -------------- | -------------- |
| Paolo Monna       | 10 m luchtpistool       | 570           | 26            | niet geplaatst | niet geplaatst |
| Marco Suppini     | 10 m luchtgeweer        | 622,1         | 35            | niet geplaatst | niet geplaatst |
| Lorenzo Bacci     | 10 m luchtgeweer        | 622,2         | 34            | niet geplaatst | niet geplaatst |
| Lorenzo Bacci     | 50 m geweer 3 houdingen | 1159          | 30            | niet geplaatst | niet geplaatst |
| Marco de Nicolo   | 50 m geweer 3 houdingen | 1168          | 19            | niet geplaatst | niet geplaatst |
| Tommaso Chelli    | 25 m snelvuurpistool    | 577           | 14            | niet geplaatst | niet geplaatst |
| Riccardo Mazzetti | 25 m snelvuurpistool    | 572           | 16            | niet geplaatst | niet geplaatst |
| Tammaro Cassandro | skeet                   | 124           | 2 Q           | 16             | 6              |
| Gabriele Rossetti | skeet                   | 121           | 10            | niet geplaatst | niet geplaatst |
| Mauro de Filippis | trap                    | 122           | 10            | niet geplaatst | niet geplaatst |

Vrouwen
| atlete           | onderdeel                                   | kwalificaties | kwalificaties | finale         | finale         |
| atlete           | onderdeel                                   | punten        | rang          | punten         | rang           |
| ---------------- | ------------------------------------------- | ------------- | ------------- | -------------- | -------------- |
| Sofia Ceccarello | 10m luchtgeweer                             | 627,3         | 10            | niet geplaatst | niet geplaatst |
| Sofia Ceccarello | 50 meter kleinkaliber geweer drie houdingen | 1163          | 21            | niet geplaatst | niet geplaatst |
| Diana Bacosi     | skeet                                       | 123           | 2 Q           | 55             | Zilver         |
| Chiara Cainero   | skeet                                       | 114           | 20            | niet geplaatst | niet geplaatst |
| Jessica Rossi    | trap                                        | 119           | 8             | niet geplaatst | niet geplaatst |
| Silvana Stanco   | trap                                        | 121           | 3 Q           | 22             | 5              |

Gemengd
| atlete                          | onderdeel            | kwalificatie 1 | kwalificatie 1 | kwalificatie 2 | kwalificatie 2 | finale         | finale         |
| atlete                          | onderdeel            | punten         | rang           | punten         | rang           | punten         | rang           |
| ------------------------------- | -------------------- | -------------- | -------------- | -------------- | -------------- | -------------- | -------------- |
| Marco Suppini Sofia Ceccarello  | 10m luchtgeweer team | 622,1          | 24             | niet geplaatst | niet geplaatst | niet geplaatst | niet geplaatst |
| Mauro De Filippis Jessica Rossi | trap team            | 141            | 12             | n.v.t.         | n.v.t.         | niet geplaatst | niet geplaatst |

### Schoonspringen
Mannen
| atlete                           | onderdeel           | series | series | halve finale   | halve finale   | finale         | finale         |
| atlete                           | onderdeel           | punten | rang   | punten         | rang           | punten         | rang           |
| -------------------------------- | ------------------- | ------ | ------ | -------------- | -------------- | -------------- | -------------- |
| Lorenzo Marsaglia                | 3 m plank           | 369,60 | 20     | niet geplaatst | niet geplaatst | niet geplaatst | niet geplaatst |
| Lorenzo Marsaglia Giovanni Tocci | 3 m plank synchroon | n.v.t. | n.v.t. | n.v.t.         | n.v.t.         | 388,05         | 6              |

Vrouwen
| atlete                           | onderdeel          | series | series | halve finale   | halve finale   | finale         | finale         |
| atlete                           | onderdeel          | punten | rang   | punten         | rang           | punten         | rang           |
| -------------------------------- | ------------------ | ------ | ------ | -------------- | -------------- | -------------- | -------------- |
| Noemi Batki                      | 10 m toren         | 226,95 | 27     | niet geplaatst | niet geplaatst | niet geplaatst | niet geplaatst |
| Sarah Jodoin Di Maria            | 10 m toren         | 291,05 | 15 Q   | 294,00         | 14             | niet geplaatst | niet geplaatst |
| Elena Bertocchi Chiara Pellacani | 3m plank synchroon | n.v.t. | n.v.t. | n.v.t.         | n.v.t.         | 267,48         | 7              |

### Skateboarden
Mannen
| atlete             | onderdeel | kwalificaties | kwalificaties | finale         | finale         |
| atlete             | onderdeel | punten        | rang          | punten         | rang           |
| ------------------ | --------- | ------------- | ------------- | -------------- | -------------- |
| Ivan Federico      | park      | 46,90         | 18            | niet geplaatst | niet geplaatst |
| Alessandro Mazzara | park      | 65,25         | 12            | niet geplaatst | niet geplaatst |

Vrouwen
| atlete              | onderdeel | kwalificaties | kwalificaties | finale         | finale         |
| atlete              | onderdeel | punten        | rang          | punten         | rang           |
| ------------------- | --------- | ------------- | ------------- | -------------- | -------------- |
| Madeleine Larcheron | street    | 6,13          | 14            | niet geplaatst | niet geplaatst |

### Softbal
| Olympiër | Discipline | Resultaat  | Prestatie |
| --- | ---------- | ---------- | --- |
| Alexia Lacatena Ilaria Cacciamani Greta Cecchetti Elisa Cecchetti Marta Gasparotto Erika Piancastelli Andrea Filler Amanda Fama Giulia Longhi Andrea Howard Emily Carosone Giulia Koutsoyanopulos Fabrizia Marrone Laura Vigna Beatrice Ricchi | vrouwen    | groepsfase | Groepsfase Verloren van Verenigde Staten 2 - 0 Verloren van Australië 1 - 0 Verloren van Japan 5 - 0 Verloren van Mexico 5 - 0 Verloren van Canada 8 - 1 |

### Surfen
Mannen
| atleet              | onderdeel | eerste ronde | eerste ronde | tweede ronde | tweede ronde | derde ronde            | kwartfinale          | halve finale         | finale / BM          | finale / BM    |
| atleet              | onderdeel | punten       | rang         | punten       | rang         | tegenstander uitslag   | tegenstander uitslag | tegenstander uitslag | tegenstander uitslag | rang           |
| ------------------- | --------- | ------------ | ------------ | ------------ | ------------ | ---------------------- | -------------------- | -------------------- | -------------------- | -------------- |
| Leonardo Fioravanti | surfen    | 9,43         | 3 q          | 12,53        | 1 Q          | Mesinas V 8,86 - 10,77 | niet geplaatst       | niet geplaatst       | niet geplaatst       | niet geplaatst |

### Synchroonzwemmen
| atlete | onderdeel | technische routine | technische routine | vrije routine (voorronde) | vrije routine (voorronde) | vrije routine (voorronde) | vrije routine (finale) | vrije routine (finale)    | vrije routine (finale) |
| atlete | onderdeel | punten             | rang               | punten                    | totaal (technisch + vrij) | rang                      | punten                 | totaal (technisch + vrij) | rang                   |
| --- | --------- | ------------------ | ------------------ | ------------------------- | ------------------------- | ------------------------- | ---------------------- | ------------------------- | ---------------------- |
| Linda Cerruti Costanza Ferro | duet      | 91,1035            | 6                  | 91,2000                   | 182,3035                  | 6 Q                       | 92,4667                | 183,5702                  | 6                      |
| Beatrice Callegari Domiziana Cavanna Linda Cerruti Francesca Deidda Costanza Di Camillo Costanza Ferro Gemma Galli Enrica Piccoli | team      | 91,3372            | 6                  | n.v.t.                    | n.v.t.                    | n.v.t.                    | 92,800                 | 184,1372                  | 5                      |

### Taekwondo
Mannen
| atleet           | onderdeel | eerste ronde         | kwartfinale            | halve finale         | herkansing           | finale / BM          | finale / BM    |
| atleet           | onderdeel | tegenstander uitslag | tegenstander uitslag   | tegenstander uitslag | tegenstander uitslag | tegenstander uitslag | rang           |
| ---------------- | --------- | -------------------- | ---------------------- | -------------------- | -------------------- | -------------------- | -------------- |
| Vito Dell'Aquila | -58 kg    | Salim W 26 - 13      | Sawekwiharee W 37 - 17 | Guzmán W 29 - 10     | bye                  | Jendoubi W 16 - 12   | Goud           |
| Simone Alessio   | -80 kg    | Soares W 22 - 3      | Eissa V 5 - 6          | niet geplaatst       | niet geplaatst       | niet geplaatst       | niet geplaatst |

### Tafeltennis
Vrouwen
| atlete           | onderdeel | voorronde            | eerste ronde         | tweede ronde         | derde ronde          | vierde ronde         | kwartfinale          | halve finale         | finale / BM          | finale / BM    |
| atlete           | onderdeel | tegenstander uitslag | tegenstander uitslag | tegenstander uitslag | tegenstander uitslag | tegenstander uitslag | tegenstander uitslag | tegenstander uitslag | tegenstander uitslag | rang           |
| ---------------- | --------- | -------------------- | -------------------- | -------------------- | -------------------- | -------------------- | -------------------- | -------------------- | -------------------- | -------------- |
| Debora Vivarelli | enkelspel | bye                  | Lay V 1 - 4          | niet geplaatst       | niet geplaatst       | niet geplaatst       | niet geplaatst       | niet geplaatst       | niet geplaatst       | niet geplaatst |

### Tennis
Mannen
| atleet                         | onderdeel  | eerste ronde                     | tweede ronde                   | derde ronde                            | kwartfinale          | halve finale         | finale / BM          | finale / BM    |
| atleet                         | onderdeel  | tegenstander uitslag             | tegenstander uitslag           | tegenstander uitslag                   | tegenstander uitslag | tegenstander uitslag | tegenstander uitslag | rang           |
| ------------------------------ | ---------- | -------------------------------- | ------------------------------ | -------------------------------------- | -------------------- | -------------------- | -------------------- | -------------- |
| Fabio Fognini                  | enkelspel  | Sugita W 6-4, 6-3                | Herasimaw W 6-4, 7-6(7-4)      | Medvedev V 2-6, 6-3, 2-6               | niet geplaatst       | niet geplaatst       | niet geplaatst       | niet geplaatst |
| Lorenzo Sonego                 | enkelspel  | Daniel W 4-6, 7-6(8-6), 7-6(7-3) | Basilasjvili V 4-6, 6-3, 4-6   | niet geplaatst                         | niet geplaatst       | niet geplaatst       | niet geplaatst       | niet geplaatst |
| Lorenzo Musetti                | enkelspel  | Millman V 3-6, 4-6               | niet geplaatst                 | niet geplaatst                         | niet geplaatst       | niet geplaatst       | niet geplaatst       | niet geplaatst |
| Lorenzo Musetti Lorenzo Sonego | dubbelspel | n.v.t.                           | Andújar / Carballés W 7-5, 6-4 | Mektić / Pavić V 5-7, 7-6(7-5), [7-10] | niet geplaatst       | niet geplaatst       | niet geplaatst       | niet geplaatst |

Vrouwen
| Camila Giorgi               | enkelspel  | Brady W 6-3, 6-2            | Vesnina W 6-3, 6-1                  | Plíšková W 6-4, 6-2                       | Svitolina V 4-6, 4-6 | niet geplaatst | niet geplaatst | niet geplaatst | niet geplaatst | niet geplaatst |
| Jasmine Paolini             | enkelspel  | Pavljoetsjenkova V 0-6, 1-6 | niet geplaatst                      | niet geplaatst                            | niet geplaatst       | niet geplaatst | niet geplaatst | niet geplaatst |                |                |
| Sara Errani                 | enkelspel  | Kvitová V 3-6, 4-6          | niet geplaatst                      | niet geplaatst                            | niet geplaatst       | niet geplaatst |                |                |                |                |
| Sara Errani Jasmine Paolini | dubbelspel | n.v.t.                      | Melichar / Riske W 6-3, 5-7, [10-2] | N Kitsjenok / L Kitsjenok V 6-7(4-7), 2-6 | niet geplaatst       | niet geplaatst | niet geplaatst | niet geplaatst |                |                |

¨

### Triatlon
Individueel
| Atleet             | Evenement | Zwemmen(1.5 km) | Rang 1 | Fietsen (40 km) | Rang 2 | Lopen(10 km) | Totaal Tijd | Ranking |
| ------------------ | --------- | --------------- | ------ | --------------- | ------ | ------------ | ----------- | ------- |
| Gianluca Pozzatti  | Mannen    | 18.00           |        | 56.24           |        | 33.31        | 1.49.14     | 37      |
| Delian Stateff     | Mannen    | 17.54           |        | 56.31           |        | 34.24        | 1.50.00     | 39      |
| Alice Betto        | Vrouwen   | 19.14           |        | 1.03.11         |        | 34.42        | 1.58.22     | 7       |
| Angelica Olmo      | Vrouwen   | 20.15           |        | 1.06.01         |        | DNF          | DNF         | DNF     |
| Verena Steinhauser | Vrouwen   | 19.42           |        | 1.04.52         |        | 35.56        | 2.01.47     | 20      |

Gemengd
| Atleet             | Evenement   | Zwemmen (250 m) | Rang 1 | Fietsen (7 km) | Rang 2 | Lopen (1.5 km) | Totaal Groeps tijd | Ranking |
| ------------------ | ----------- | --------------- | ------ | -------------- | ------ | -------------- | ------------------ | ------- |
| Gianluca Pozzatti  | Mixed relay | 4.04            |        | 9.25           |        | 5.50           | 1.26.23            | 8       |
| Delian Stateff     | Mixed relay | 4.02            |        | 9.19           |        | 5.59           | 1.26.23            | 8       |
| Alice Betto        | Mixed relay | 4.24            |        | 10.41          |        | 6.31           | 1.26.23            | 8       |
| Verena Steinhauser | Mixed relay | 4.03            |        | 10.21          |        | 6.17           | 1.26.23            | 8       |

### Volleybal

#### Beachvolleybal
Mannen
| atleten                       | onderdeel | eerste ronde | eerste ronde | herkansing           | vierde ronde                  | kwartfinale                      | halve finale         | finale / BM          | finale / BM    |
| atleten                       | onderdeel | tegenstander uitslag | stand        | tegenstander uitslag | tegenstander uitslag          | tegenstander uitslag             | tegenstander uitslag | tegenstander uitslag | rang           |
| ----------------------------- | --------- | --- | ------------ | -------------------- | ----------------------------- | -------------------------------- | -------------------- | -------------------- | -------------- |
| Daniele Lupo Paolo Nicolai    | mannen    | Thole – Clemens Wickler W 19-21, 21-19, 15-13 Ishijima – Shiratori W 21-19, 21-16 Kantor – Łosiak W 21-19, 17-21, 15-10 | 1 Q          | bye                  | Fijałek - Bryl W 22-20, 21-18 | Younousse - Tijan V 17-21, 21-23 | niet geplaatst       | niet geplaatst       | niet geplaatst |
| Adrian Carambula Enrico Rossi | mannen    | Gibb - Bourne V 18-21, 19-21 Younousse - Tijan V 24-22, 21-13 Heidrich - Gerson V 14-21, 26-24, 13-15                   | 4            | niet geplaatst       | niet geplaatst                | niet geplaatst                   | niet geplaatst       | niet geplaatst       | niet geplaatst |

Mannen
| atleten                            | onderdeel | eerste ronde | eerste ronde | herkansing           | vierde ronde         | kwartfinale          | halve finale         | finale / BM          | finale / BM    |
| atleten                            | onderdeel | tegenstander uitslag                                                                                                   | stand        | tegenstander uitslag | tegenstander uitslag | tegenstander uitslag | tegenstander uitslag | tegenstander uitslag | rang           |
| ---------------------------------- | --------- | --- | ------------ | -------------------- | -------------------- | -------------------- | -------------------- | -------------------- | -------------- |
| Marta Menegatti Viktoria Orsi Toth | vrouwen   | Makrogoezova – Cholimina V 18-21, 15-21 Artacho del Solar – Clancy V 22-20, 21-19 Echevarría – Martínez V 16-21, 16-21 | 4            | niet geplaatst       | niet geplaatst       | niet geplaatst       | niet geplaatst       | niet geplaatst       | niet geplaatst |

#### Zaalvolleybal
Mannen
| Atleten | Discipline | Resultaat   | Prestatie |
| --- | ---------- | ----------- | --------- |
| Jiří Kovář Luca Vettori Osmany Juantorena Simone Giannelli Matteo Piano Massimo Colaci Gianluca Galassi Riccardo Sbertoli Simone Anzani Alessandro Michieletto Daniele Lavia | zaal       | kwartfinale | zie onder |

| # | Ploeg     | Punten | Wedstrijden | Wedstrijden | Wedstrijden | Sets | Sets | Sets  |
| # | Ploeg     | Punten | G           | W           | V           | W    | V    | Ratio |
| - | --------- | ------ | ----------- | ----------- | ----------- | ---- | ---- | ----- |
| 1 | Polen     | 13     | 5           | 4           | 1           | 14   | 4    | +10   |
| 2 | Italië    | 11     | 5           | 4           | 1           | 12   | 7    | +5    |
| 3 | Japan     | 8      | 5           | 3           | 2           | 10   | 9    | +1    |
| 4 | Canada    | 7      | 5           | 2           | 3           | 9    | 9    | 0     |
| 5 | Iran      | 6      | 5           | 2           | 3           | 9    | 11   | -2    |
| 6 | Venezuela | 0      | 5           | 0           | 5           | 1    | 15   | -14   |

| Ronde           | Datum           | Lokale tijd    | MEZT           | Land           | Score          | Land           |
| --------------- | --------------- | -------------- | -------------- | -------------- | -------------- | -------------- |
| Groepsfase      |                 |                |                |                |                |                |
| 24 juli 2021    | 09:00           | 02:00          | Italië         | 3 - 2          | Canada         |                |
| 26 juli 2021    | 14:20           | 07:20          | Polen          | 3 - 0          | Italië         |                |
| 28 juli 2021    | 19:40           | 12:40          | Japan          | 1 - 3          | Italië         |                |
| 30 juli 2021    | 19:40           | 12:40          | Italië         | 3 - 1          | Iran           |                |
| 1 augustus 2021 | 16:25           | 09:25          | Italië         | 3 - 0          | Venezuela      |                |
| Kwartfinale     | 3 augustus 2021 | 17:00          | 10:00          | Italië         | 2 - 3          | Argentinië     |
| Halve finale    | niet geplaatst  | niet geplaatst | niet geplaatst | niet geplaatst | niet geplaatst | niet geplaatst |
| Finale          | niet geplaatst  | niet geplaatst | niet geplaatst | niet geplaatst | niet geplaatst | niet geplaatst |

Vrouwen
| Atleten | Discipline | Resultaat   | Prestatie |
| --- | ---------- | ----------- | --------- |
| Indre Sorokaite Ofelia Malinov Monica De Gennaro Raphaela Folie Alessia Orro Caterina Bosetti Cristina Chirichella Anna Danesi Sarah Fahr Elena Pietrini Miriam Sylla Paola Egonu | zaal       | kwartfinale | zie onder |

| # | Ploeg            | Punten | Wedstrijden | Wedstrijden | Wedstrijden | Sets | Sets | Sets  |
| # | Ploeg            | Punten | G           | W           | V           | W    | V    | Ratio |
| - | ---------------- | ------ | ----------- | ----------- | ----------- | ---- | ---- | ----- |
| 1 | Verenigde Staten | 10     | 5           | 4           | 1           | 12   | 7    | +5    |
| 2 | Italië           | 10     | 5           | 3           | 2           | 11   | 7    | +4    |
| 3 | Turkije          | 9      | 5           | 3           | 2           | 12   | 8    | +4    |
| 4 | Servië           | 9      | 5           | 3           | 2           | 11   | 8    | +3    |
| 5 | China            | 7      | 5           | 2           | 3           | 8    | 9    | -1    |
| 6 | Argentinië       | 0      | 5           | 0           | 5           | 0    | 15   | -15   |

| Ronde           | Datum      | Lokale tijd | MEZT             | Land   | Score          | Land   |
| --------------- | ---------- | ----------- | ---------------- | ------ | -------------- | ------ |
| Groepsfase      |            |             |                  |        |                |        |
| 25 juli 2021    | 09:00      | 02:00       | Russische ploeg  | 0 - 3  | Italië         |        |
| 27 juli 2021    | 16:25      | 07:25       | Italië           | 3 - 1  | Turkije        |        |
| 29 juli 2021    | 09:00      | 02:00       | Italië           | 3 - 0  | Argentinië     |        |
| 31 juli 2021    | 21:45      | 14:25       | China            | 3 - 0  | Italië         |        |
| 2 augustus 2021 | 11:05      | 04:05       | Verenigde Staten | 3 - 2  | Italië         |        |
| Kwartfinale     | 4 augustus | 17:00       | 10:00            | Servië | 3 - 0          | Italië |
| Halve finale    | 6 augustus |             |                  |        | niet geplaatst |        |
| Finale          | 8 augustus |             |                  |        | niet geplaatst |        |

### Waterpolo
Mannen
| Atleten | Onderdeel | Resultaat | Prestatie |
| --- | --------- | --------- | --------- |
| Marco Del Lungo Francesco Di Fulvio Stefano Luongo Pietro Figlioli Nicholas Presciutti Alessandro Velotto Vincenzo Renzuto Gonzalo Echenique Niccolò Figari Michaël Bodegas Matteo Aicardi Vincenzo Dolce Gianmarco Nicosia | mannen    | 7         | zie onder |

| Groep |                  |             |             |             |            |            |            |            |        |
| #     | Land             | Wedstrijden | Wedstrijden | Wedstrijden | Doelpunten | Doelpunten | Doelpunten | Doelpunten | Punten |
| #     | Land             | G           | W           | G           | V          | V          | T          | Saldo      | Punten |
| 1     | Griekenland      | 5           | 4           | 1           | 0          | 68         | 34         | +34        | 9      |
| 2     | Italië           | 5           | 3           | 2           | 0          | 60         | 32         | +38        | 8      |
| 3     | Hongarije        | 5           | 3           | 1           | 1          | 64         | 35         | +29        | 7      |
| 4     | Verenigde Staten | 5           | 2           | 0           | 3          | 59         | 53         | +6         | 4      |
| 5     | Japan            | 5           | 1           | 0           | 4          | 65         | 66         | -1         | 2      |
| 6     | Zuid-Afrika      | 5           | 0           | 0           | 5          | 20         | 116        | -96        | 0      |

| Ronde                 | Datum           | Lokale tijd | MEZT             | Land       | Score         | Land             |  |
| --------------------- | --------------- | ----------- | ---------------- | ---------- | ------------- | ---------------- |  |
| groepsfase            |                 |             |                  |            |               |                  |  |
| 25 juli 2021          | 10:00           | 03:00       | Zuid-Afrika      | 2 - 21     | Italië        |                  |  |
| 27 juli 2021          | 15:30           | 08:30       | Italië           | 6 - 6      | Griekenland   |                  |  |
| 29 juli 2021          | 14:00           | 07:00       | Verenigde Staten | 11 - 12    | Italië        |                  |  |
| 31 juli 2021          | 18:20           | 11:20       | Italië           | 16 - 8     | Japan         |                  |  |
| 2 augustus 2021       | 10:00           | 03:00       | Hongarije        | '5 - 5     | Italië        |                  |  |
|                       |                 |             |                  |            |               |                  |  |
| kwartfinale           | 4 augustus 2021 | 18:20       | 11:20            | Italië     | 6 - 10        | Servië           |  |
|                       |                 |             |                  |            |               |                  |  |
| Plaatsing 5 - 8       | 6 augustus 2021 | 18:20       | 11:20            | Italië     | 6 - 7         | Verenigde Staten |  |
|                       |                 |             |                  |            |               |                  |  |
| Wedstrijd om plaats 7 | 8 augustus 2021 | 09:30       | 02:30            | Montenegro | 14 - 14 3 - 4 | Italië           |  |

### Worstelen

#### Vrije stijl
Mannen
| atleet          | onderdeel | eerste ronde         | kwartfinale          | halve finale           | herkansing           | finale / BM          | finale / BM |
| atleet          | onderdeel | tegenstander uitslag | tegenstander uitslag | tegenstander uitslag   | tegenstander uitslag | tegenstander uitslag | rang        |
| --------------- | --------- | -------------------- | -------------------- | ---------------------- | -------------------- | -------------------- | ----------- |
| Frank Chamizo   | −74 kg    | Kentchade W 3 - 1    | Bayramov W 3 - 1     | Kadzimahamedau V 1 - 3 | bye                  | Dake V 0 - 3         | 5           |
| Abraham Conyedo | −97 kg    | Saritov W 3 - 1      | Snyder V 0 - 3       | niet geplaatst         | Steen W 3 - 1        | Karadeniz W 3 - 1    | Brons       |

### Wielersport

#### Baanwielrennen
Mannen
Koppelkoers
| atleet                       | onderdeel   | rondespunten | sprinterspunten | totaal | rang |
| ---------------------------- | ----------- | ------------ | --------------- | ------ | ---- |
| Simone Consonni Elia Viviani | koppelkoers | -20          | 11              | -9     | 10   |

Ploegenachtervolging
| atleet                                                       | onderdeel            | kwalificatie | kwalificatie | halve finale         | halve finale | finale               | finale |
| atleet                                                       | onderdeel            | tijd         | rang         | tegenstander uitslag | rang         | tegenstander uitslag | rang   |
| ------------------------------------------------------------ | -------------------- | ------------ | ------------ | -------------------- | ------------ | -------------------- | ------ |
| Simone Consonni Filippo Ganna Francesco Lamon Jonathan Milan | ploegenachtervolging | 3:45,895     | 2 Q          | W 3:42,307 WR        | 1 FA         | W 3:42,032 WR        | Goud   |

Omnium
| atleet       | onderdeel | scratchrace | scratchrace | temporace | temporace | afvalrace | afvalrace | puntenrace | puntenrace | totaal punten | rang  |
| atleet       | onderdeel | rang        | punten      | rang      | punten    | rang      | punten    | rang       | punten     | totaal punten | rang  |
| ------------ | --------- | ----------- | ----------- | --------- | --------- | --------- | --------- | ---------- | ---------- | ------------- | ----- |
| Elia Viviani | omnium    | 13          | 16          | 8         | 26        | 1         | 40        |            | 42         | 124           | Brons |

Vrouwen
Koppelkoers
| atlete                            | onderdeel   | rondespunten | sprinterspunten | totaal | rang |
| --------------------------------- | ----------- | ------------ | --------------- | ------ | ---- |
| Elisa Balsamo Letizia Paternoster | koppelkoers | 0            | 2               | 2      | 8    |

Ploegenachtervolging
| atlete                                                                              | onderdeel            | kwalificatie | kwalificatie | halve finale         | halve finale | finale 5/6           | finale 5/6 |
| atlete                                                                              | onderdeel            | tijd         | rang         | tegenstander uitslag | rang         | tegenstander uitslag | rang       |
| ----------------------------------------------------------------------------------- | -------------------- | ------------ | ------------ | -------------------- | ------------ | -------------------- | ---------- |
| Elisa Balsamo Letizia Paternoster Rachele Barbieri Vittoria Guazzini Martina Alzini | ploegenachtervolging | 4:11,666     | 4 Q          | V 4:10,063           | 6 FC         | V 4:11,108           | 6          |

Omnium
| atlete        | onderdeel | scratchrace | scratchrace | temporace | temporace | afvalrace | afvalrace | puntenrace | puntenrace | totaal punten | rang |
| atlete        | onderdeel | rang        | punten      | rang      | punten    | rang      | punten    | rang       | punten     | totaal punten | rang |
| ------------- | --------- | ----------- | ----------- | --------- | --------- | --------- | --------- | ---------- | ---------- | ------------- | ---- |
| Elisa Balsamo | omnium    | 13          | 16          | 10        | 22        | 15        | 12        | 10         | 0          | 50            | 14   |

#### BMX
Mannen
Race
| atleet          | onderdeel | kwartfinale | kwartfinale | halve finale   | halve finale   | finale         | finale         |
| atleet          | onderdeel | punten      | rang        | punten         | rang           | uitslag        | rang           |
| --------------- | --------- | ----------- | ----------- | -------------- | -------------- | -------------- | -------------- |
| Giacomo Fantoni | race      | 14          | 5           | niet geplaatst | niet geplaatst | niet geplaatst | niet geplaatst |

#### Mountainbiken
Mannen
| atleet               | onderdeel    | tijd          | rang |
| -------------------- | ------------ | ------------- | ---- |
| Gerhard Kerschbaumer | mountainbike | 1:29:48 +4:34 | 20   |
| Luca Braidot         | mountainbike | 1:31:30 +6:16 | 25   |
| Nadir Colledani      | mountainbike | -1 Ronde      | 34   |

Vrouwen
| atlete      | onderdeel    | tijd           | rang |
| ----------- | ------------ | -------------- | ---- |
| Eva Lechner | mountainbike | 1:26:26 +10:40 | 25   |

#### Wegwielrennen
Mannen
| atleet          | onderdeel    | tijd     | rang |
| --------------- | ------------ | -------- | ---- |
| Filippo Ganna   | tijdrit      | 56:09,93 | 5    |
| Alberto Bettiol | wegwedstrijd | 6:09:04  | 14   |
| Alberto Bettiol | tijdrit      | 57:38,06 | 11   |
| Damiano Caruso  | wegwedstrijd | 6:11:46  | 24   |
| Vincenzo Nibali | wegwedstrijd | 6:16:53  | 53   |
| Gianni Moscon   | wegwedstrijd | 6:09:08  | 20   |
| Giulio Ciccone  | wegwedstrijd | 6:16:53  | 60   |

Vrouwen
| atlete               | onderdeel    | tijd     | rang  |
| -------------------- | ------------ | -------- | ----- |
| Elisa Longo Borghini | tijdrit      | 33.00,89 | 10    |
| Elisa Longo Borghini | wegwedstrijd | 3.54.14  | Brons |
| Marta Bastianelli    | wegwedstrijd | 4.02.16  | 44    |
| Marta Cavalli        | wegwedstrijd | 3.54.31  | 8     |
| Soraya Paladin       | wegwedstrijd | 4.08.40  | 48    |

### Zeilen
Mannen
| atleet                         | onderdeel | race | race | race | race | race | race | race | race | race | race | race   | race   | race           | netto punten | eindnotering |
| atleet                         | onderdeel | 1    | 2    | 3    | 4    | 5    | 6    | 7    | 8    | 9    | 10   | 11     | 12     | M              | netto punten | eindnotering |
| ------------------------------ | --------- | ---- | ---- | ---- | ---- | ---- | ---- | ---- | ---- | ---- | ---- | ------ | ------ | -------------- | ------------ | ------------ |
| Mattia Camboni                 | RS:X      | 4    | 2    | 4    | 8    | 2    | 2    | 8    | 13   | 4    | 8    | 3      | 9      | niet geplaatst | 76           | 5            |
| Giacomo Ferrari Giulio Calabrò | 470       | 9    | 9    | 12   | 9    | 9    | 4    | 14   | 3    | 10   | 2    | n.v.t. | n.v.t. | 14             | 81           | 6            |

Vrouwen
| atleet                    | onderdeel    | race | race | race | race | race | race | race | race | race | race | race   | race   | race | netto punten | eindnotering |
| atleet                    | onderdeel    | 1    | 2    | 3    | 4    | 5    | 6    | 7    | 8    | 9    | 10   | 11     | 12     | M    | netto punten | eindnotering |
| ------------------------- | ------------ | ---- | ---- | ---- | ---- | ---- | ---- | ---- | ---- | ---- | ---- | ------ | ------ | ---- | ------------ | ------------ |
| Marta Maggetti            | RS:X         | 6    | 3    | 3    | 13   | 6    | 7    | 5    | 6    | 3    | 5    | 6      | 8      | 8    | 66           | 4            |
| Silvia Zennaro            | Laser Radial | 13   | 20   | 2    | 6    | 17   | 11   | 3    | 10   | 9    | 13   | n.v.t. | n.v.t. | 22   | 106          | 7            |
| Elena Berta Bianca Caruso | 470          | 5    | 10   | 9    | 12   | 8    | 16   | 14   | 16   | 16   | 12   | n.v.t. | n.v.t. | 22   | 102          | 13           |

Gemengd
| atleet                      | onderdeel | race | race | race | race | race | race | race | race | race | race | race | race | race | netto punten | eindnotering |
| atleet                      | onderdeel | 1    | 2    | 3    | 4    | 5    | 6    | 7    | 8    | 9    | 10   | 11   | 12   | M    | netto punten | eindnotering |
| --------------------------- | --------- | ---- | ---- | ---- | ---- | ---- | ---- | ---- | ---- | ---- | ---- | ---- | ---- | ---- | ------------ | ------------ |
| Ruggero Tita Caterina Banti | Nacra 17  | 1    | 3    | 1    | 2    | 5    | 1    | 8    | 3    | 2    | 2    | 1    | 2    | 12   | 35           | Goud         |

### Zwemmen
Mannen
| atleet                                                                          | onderdeel          | series   | series | halve finale   | halve finale   | finale         | finale         |
| atleet                                                                          | onderdeel          | tijd     | rang   | tijd           | rang           | tijd           | rang           |
| ------------------------------------------------------------------------------- | ------------------ | -------- | ------ | -------------- | -------------- | -------------- | -------------- |
| Lorenzo Zazzeri                                                                 | 50 m vrije slag    | 21,86    | 9 Q    | 21,75          | 7 Q            | 21,78          | 7              |
| Santo Condorelli                                                                | 50 m vrije slag    | 22,14    | 19     | niet geplaatst | niet geplaatst | niet geplaatst | niet geplaatst |
| Santo Condorelli                                                                | 100 m vlinderslag  | 52,32    | 31     | niet geplaatst | niet geplaatst | niet geplaatst | niet geplaatst |
| Federico Burdisso                                                               | 100 m vlinderslag  | 51,82    | 17     | niet geplaatst | niet geplaatst | niet geplaatst | niet geplaatst |
| Federico Burdisso                                                               | 200 m vlinderslag  | 1.55,14  | 7 Q    | 1.55,11        | 4 Q            | 1.54,45        | Brons          |
| Giacomo Carini                                                                  | 200 m vlinderslag  | 1.55,33  | 10 Q   | 1.55,95        | 15             | niet geplaatst | niet geplaatst |
| Alessandro Miressi                                                              | 100 m vrije slag   | 47,83    | 4 Q    | 47,52          | 3 Q            | 47,86          | 6              |
| Thomas Ceccon                                                                   | 100 m vrije slag   | 47,71    | 1 Q    | 48,05          | 12             | niet geplaatst | niet geplaatst |
| Thomas Ceccon                                                                   | 100 m rugslag      | 52,49    | 2 Q    | 52,78          | 4 Q            | 52,30          | 4              |
| Simone Sabbioni                                                                 | 100 m rugslag      | 53,79    | 17     | niet geplaatst | niet geplaatst | niet geplaatst | niet geplaatst |
| Stefano Ballo                                                                   | 200 m vrije slag   | 1.45,80  | 7 Q    | 1.45,84        | 10             | niet geplaatst | niet geplaatst |
| Stefano Di Cola                                                                 | 200 m vrije slag   | 1.46,67  | 16 Q   | 1.47,19        | 14             | niet geplaatst | niet geplaatst |
| Marco De Tullio                                                                 | 400 m vrije slag   | 3.45,85  | 10     | n.v.t.         | n.v.t.         | niet geplaatst | niet geplaatst |
| Gabriele Detti                                                                  | 400 m vrije slag   | 3.44,67  | 3 Q    | n.v.t.         | n.v.t.         | 3.44,88        | 6              |
| Gabriele Detti                                                                  | 800 m vrije slag   | 7.49,47  | 12     | n.v.t.         | n.v.t.         | niet geplaatst | niet geplaatst |
| Gregorio Paltrinieri                                                            | 800 m vrije slag   | 7.47,73  | 8 Q    | n.v.t.         | n.v.t.         | 7.42,11        | Zilver         |
| Gregorio Paltrinieri                                                            | 1500 m vrije slag  | 14.49,17 | 4 Q    | n.v.t.         | n.v.t.         | 14.45,01       | 4              |
| Gregorio Paltrinieri                                                            | 10 km open water   | n.v.t.   | n.v.t. | n.v.t.         | n.v.t.         | 1.49.01,1      | Brons          |
| Mario Sanzullo                                                                  | 10 km open water   | n.v.t.   | n.v.t. | n.v.t.         | n.v.t.         | 1.53.08,6      | 14             |
| Domenico Acerenza                                                               | 1500 m vrije slag  | 14.53,84 | 9      | n.v.t.         | n.v.t.         | niet geplaatst | niet geplaatst |
| Matteo Restivo                                                                  | 200 m rugslag      | 1.58,36  | 20     | niet geplaatst | niet geplaatst | niet geplaatst | niet geplaatst |
| Nicolò Martinenghi                                                              | 100 m schoolslag   | 58,68    | 4 Q    | 58,28          | 3 Q            | 58,33          | Brons          |
| Federico Poggio                                                                 | 100 m schoolslag   | 59,33    | 9 Q    | 59,91          | 15             | niet geplaatst | niet geplaatst |
| Alberto Razzetti                                                                | 200 m wisselslag   | 1.57,46  | 8 Q    | 1.57,70        | 9              | niet geplaatst | niet geplaatst |
| Alberto Razzetti                                                                | 400 m wisselslag   | 4.09,91  | 5 Q    | n.v.t.         | n.v.t.         | 4.11,32        | 8              |
| Pier Andrea Matteazzi                                                           | 400 m wisselslag   | 4.16,31  | 19     | n.v.t.         | n.v.t.         | niet geplaatst | niet geplaatst |
| Thomas Ceccon Santo Condorelli* Manuel Frigo Alessandro Miressi Lorenzo Zazzeri | 4×100 m vrije slag | 3.10,29  | 1 Q    | n.v.t.         | n.v.t.         | 3.10,11 NR     | Zilver         |
| Stefano Ballo Matteo Ciampi Marco De Tullio* Stefano Di Cola Filippo Megli      | 4×200 m vrije slag | 7.05,05  | 3 Q    | n.v.t.         | n.v.t.         | 7.03,24        | 5              |
| Federico Burdisso Thomas Ceccon Nicolò Martinenghi Alessandro Miressi           | 4×100 m wisselslag | 3.30,02  | 1 Q    | n.v.t.         | n.v.t.         | 3.29,17        | Brons          |

Vrouwen
| atlete                                                                                      | onderdeel          | series     | series | halve finale   | halve finale   | finale         | finale         |
| atlete                                                                                      | onderdeel          | tijd       | rang   | tijd           | rang           | tijd           | rang           |
| ------------------------------------------------------------------------------------------- | ------------------ | ---------- | ------ | -------------- | -------------- | -------------- | -------------- |
| Federica Pellegrini                                                                         | 100 m vrije slag   | DNS        | DNS    | niet geplaatst | niet geplaatst | niet geplaatst | niet geplaatst |
| Federica Pellegrini                                                                         | 200 m vrije slag   | 1.57,33    | 15 Q   | 1.56,44        | 7 Q            | 1.55,91        | 7              |
| Martina Caramignoli                                                                         | 800 m vrije slag   | 8.33,15    | 20     | n.v.t.         | n.v.t.         | niet geplaatst | niet geplaatst |
| Martina Caramignoli                                                                         | 1500 m vrije slag  | 16.02,43   | 13     | n.v.t.         | n.v.t.         | niet geplaatst | niet geplaatst |
| Simona Quadarella                                                                           | 800 m vrije slag   | 8.17,32    | 3 Q    | n.v.t.         | n.v.t.         | 8.18,35        | Brons          |
| Simona Quadarella                                                                           | 1500 m vrije slag  | 15.47,34   | 4 Q    | n.v.t.         | n.v.t.         | 15.53,97       | 5              |
| Margherita Panziera                                                                         | 100 m rugslag      | 59,74      | 8 Q    | 59,75          | 11             | niet geplaatst | niet geplaatst |
| Margherita Panziera                                                                         | 200 m rugslag      | 2.10,26    | 12 Q   | 2.09,54        | 9              | niet geplaatst | niet geplaatst |
| Benedetta Pilato                                                                            | 100 m schoolslag   | DSQ        | DSQ    | niet geplaatst | niet geplaatst | niet geplaatst | niet geplaatst |
| Martina Carraro                                                                             | 100 m schoolslag   | 1.05,85    | 5 Q    | 1.06,50        | 7 Q            | 1.06,19        | 7              |
| Martina Carraro                                                                             | 200 m schoolslag   | 2.26,17    | 21     | niet geplaatst | niet geplaatst | niet geplaatst | niet geplaatst |
| Francesca Fangio                                                                            | 200 m schoolslag   | 2.23,89    | 13 Q   | 2.27,56        | 15             | niet geplaatst | niet geplaatst |
| Ilaria Bianchi                                                                              | 100 m vlinderslag  | 57,70      | 12 Q   | 58,07          | 15             | niet geplaatst | niet geplaatst |
| Elena di Liddo                                                                              | 100 m vlinderslag  | 57,41      | 9 Q    | 57,60          | 13             | niet geplaatst | niet geplaatst |
| Ilaria Cusinato                                                                             | 200 m wisselslag   | 2.11,41    | 13 Q   | 2.12,10        | 14             | niet geplaatst | niet geplaatst |
| Ilaria Cusinato                                                                             | 400 m wisselslag   | 4.37,37    | 8 Q    | n.v.t.         | n.v.t.         | 4.40,65        | 8              |
| Sara Franceschi                                                                             | 200 m wisselslag   | 2.11,47    | 14 Q   | 2.11,71        | 13             | niet geplaatst | niet geplaatst |
| Sara Franceschi                                                                             | 400 m wisselslag   | 4.39,93    | 9      | n.v.t.         | n.v.t.         | niet geplaatst | niet geplaatst |
| Anna Chiara Mascolo Federica Pellegrini Stefania Pirozzi Giulia Vetrano                     | 4×200 m vrije slag | DSQ        | DSQ    | n.v.t.         | n.v.t.         | niet geplaatst | niet geplaatst |
| Martina Carraro Arianna Castiglioni* Elena Di Liddo Margherita Panziera Federica Pellegrini | 4×100 m wisselslag | 3.55,79 NR | 4 Q    | n.v.t.         | n.v.t.         | 3.56,68        | 6              |

Gemengd
| atleet                                                                               | onderdeel          | series  | series | halve finale | halve finale | finale  | finale |
| atleet                                                                               | onderdeel          | tijd    | rang   | tijd         | rang         | tijd    | rang   |
| ------------------------------------------------------------------------------------ | ------------------ | ------- | ------ | ------------ | ------------ | ------- | ------ |
| Thomas Ceccon Elena Di Liddo Nicolò Martinenghi Federica Pellegrini Simone Sabbioni* | 4×100 m wisselslag | 3.42,65 | 5 Q    | n.v.t.       | n.v.t.       | 3.39,28 | 4      |